# Polskie Linie Lotnicze LOT
Polskie Linie Lotnicze „LOT” S.A. (PLL LOT, PLL „Lot”) – polskie linie lotnicze, utworzone 29 grudnia 1928 pod nazwą Linie Lotnicze LOT Sp. z o.o. z połączenia – działających w kraju – prywatnych linii lotniczych Aerolot i Aero, jako wynik ich nacjonalizacji. Faktyczną działalność rozpoczęły 1 stycznia 1929 i są jedną z najstarszych czynnych linii lotniczych świata.
Przewoźnik należy do sojuszu linii Star Alliance.
LOT jest właścicielem spółek: CEES, LOT Travel, LOT Crew, LOT Team oraz marek LOT Charters, LOT Cargo, LOT Flight Academy.

## Historia

### 1929–1939
W 1928 Wydział Lotnictwa Cywilnego w Ministerstwie Komunikacji opracował program gruntownych zmian polskiej komunikacji lotniczej, którego celem i skutkiem była likwidacja wszystkich prywatnych firm lotniczych w Polsce. W ich miejsce 29 grudnia 1928 utworzono jedno państwowo-samorządowe przedsiębiorstwo o nazwie Linje Lotnicze LOT Sp. z o.o. Faktyczną działalność nowy podmiot rozpoczął 1 stycznia 1929, a jego bazę stanowiło lotnisko mokotowskie w Warszawie.
Pierwszym dyrektorem PLL LOT został pilot mjr Tomasz Turbiak, od 1930 mjr Wacław Makowski, który pełnił tę funkcję do września 1939.

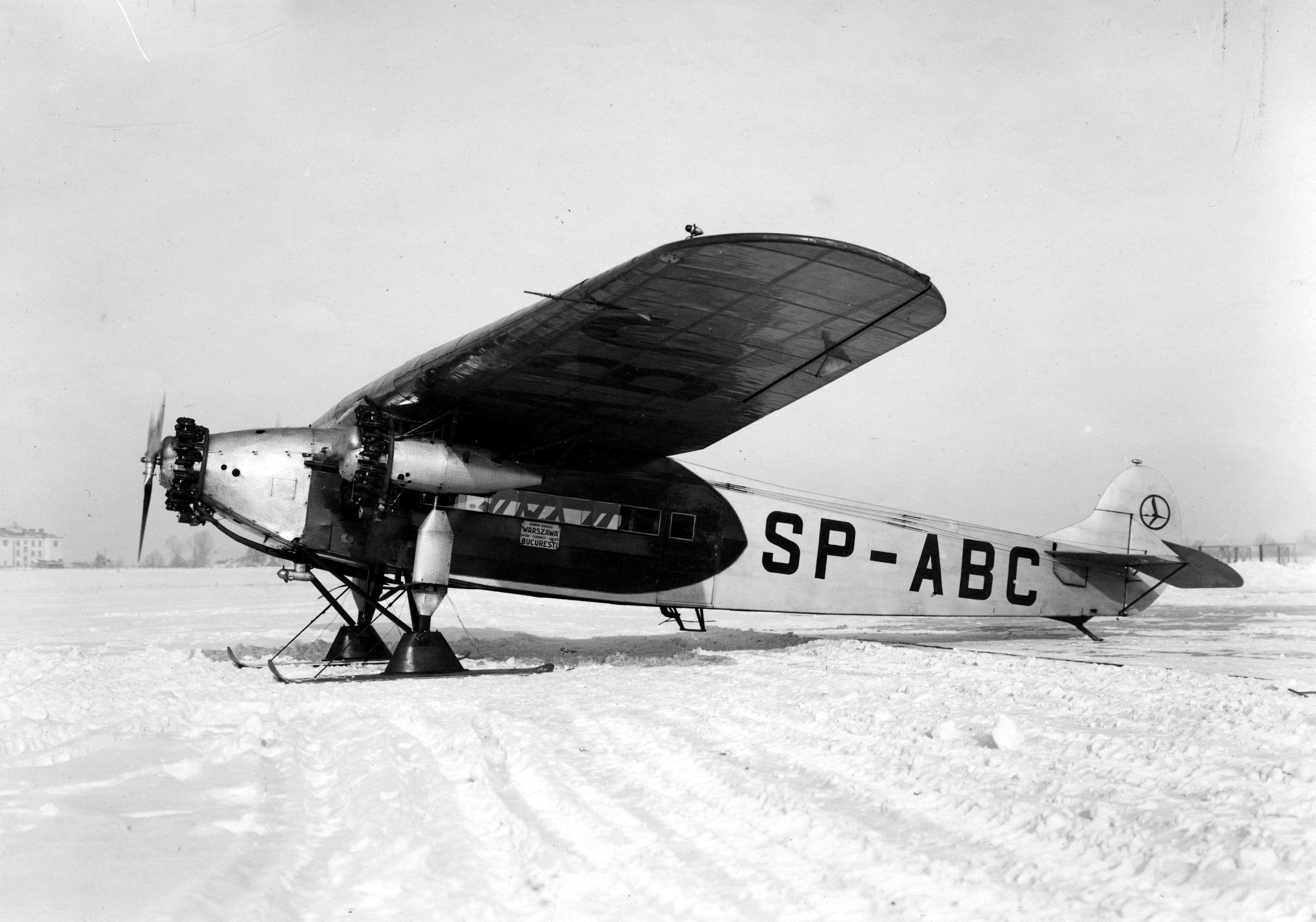
Fokker F.VII (SP-ABC) w barwach PLL LOT

Pierwszą flotę stanowiło 21 samolotów pasażerskich: 15 sztuk Junkersów F 13 i 6 sztuk Fokkerów F.VIIa/1m. Od 1 stycznia 1929 realizowano loty na pięciu trasach krajowych: Warszawa–Łódź–Poznań, Warszawa–Lwów, Warszawa–Katowice, Warszawa–Bydgoszcz, Katowice–Kraków oraz dwóch międzynarodowych: Gdańsk–Warszawa i Katowice–Brno–Wiedeń. 1 kwietnia 1930 uruchomiono trasę do Bukaresztu z lotniska mokotowskiego, a kolejnymi kierunkami były Ateny, Bejrut i Helsinki.
W 1929 rozszerzono nazwę przedsiębiorstwa o przymiotnik „Polskie” oraz rozpisano konkurs na jego znak graficzny. Zwycięzcą został warszawski artysta plastyk Tadeusz Gronowski i jego projekt stylizowanego żurawia w locie wpisanego w koło, a w 1931 pojawił się on na stateczniku pionowym samolotów floty LOT-u, stając się logo polskiego przewoźnika lotniczego na długie lata. W 1930 PLL LOT przyjęto do Stowarzyszenia Międzynarodowego Transportu Lotniczego (IATA), nadając mu kod LO. Rok później LOT uruchomił linię wieloodcinkową Warszawa – Lwów – Czerniowce – Bukareszt.

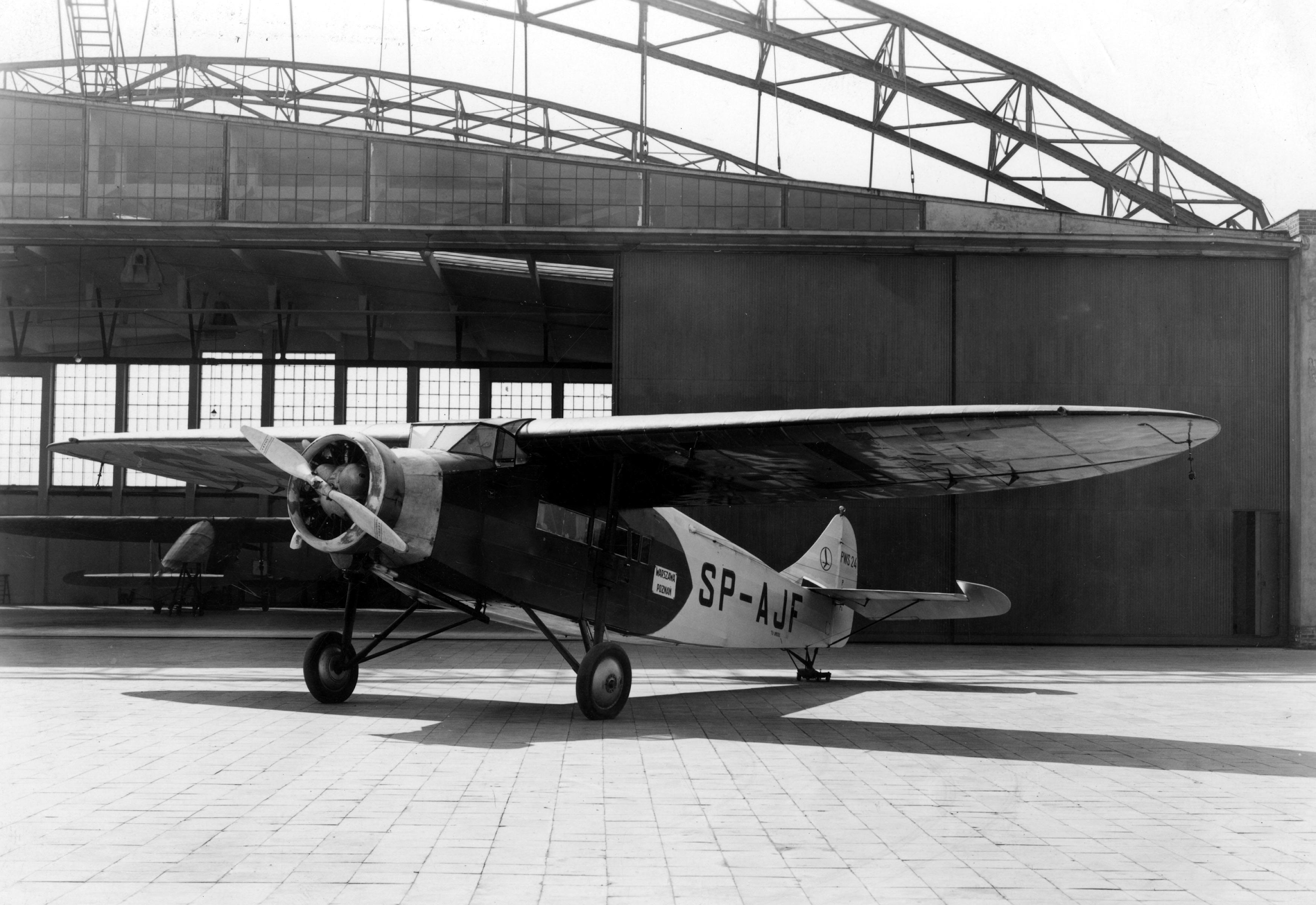
PWS-24 (SP-AJF) w barwach PLL LOT

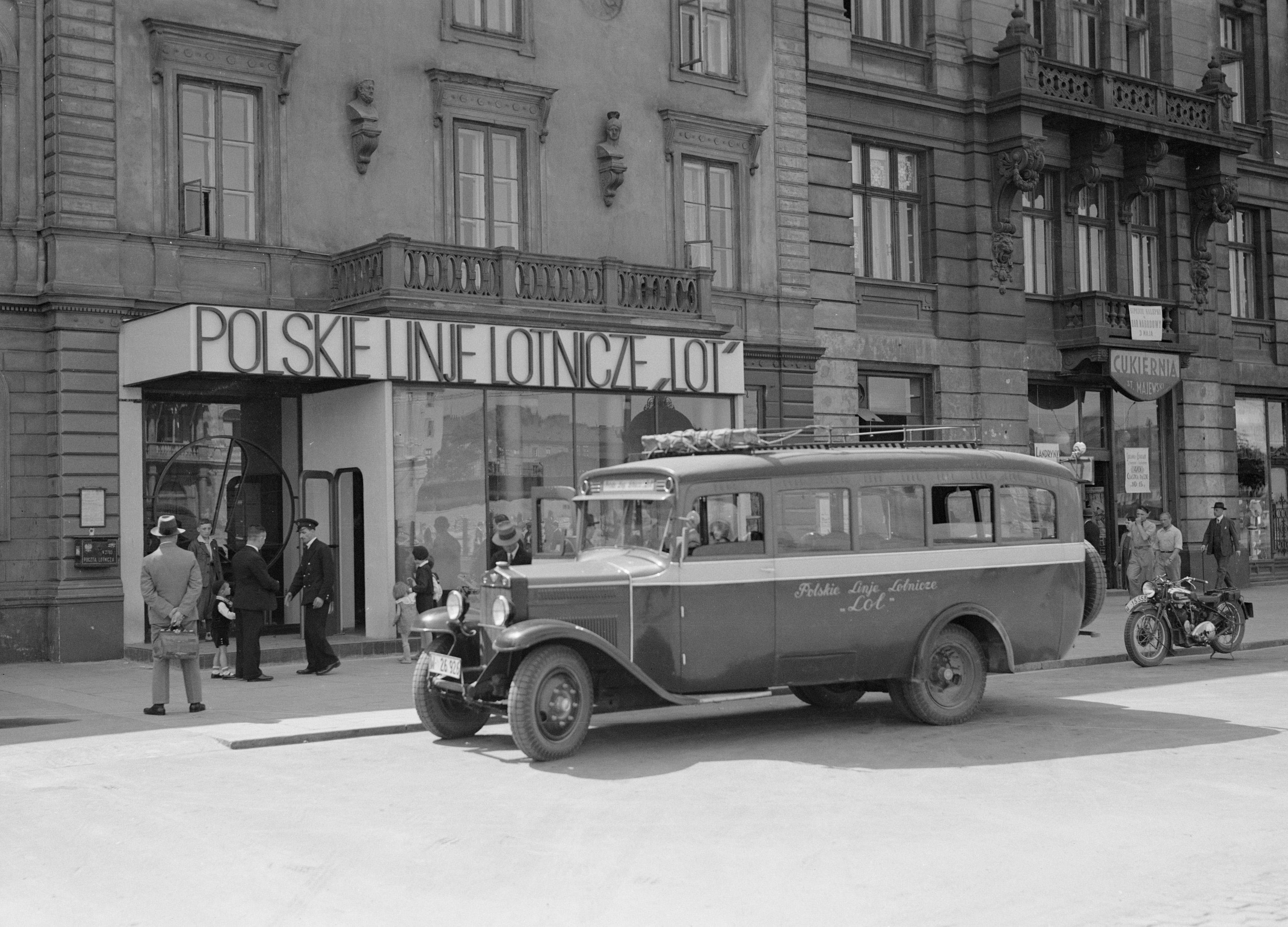
Informacja i biuro sprzedaży biletów PLL LOT przy Al. Jerozolimskich 35 (1934)

Pierwszymi samolotami polskiej produkcji eksploatowanymi przez LOT były PWS-24 i PWS-24 bis oraz RWD-5. Samoloty PWS były użytkowane w latach 1934–1938 w liczbie 5 sztuk, głównie na liniach krajowych.
PLL LOT w 1930 utworzył Wydział Aerofotogrametryczny o nazwie “Fotolot”, kierownikiem został inż. Brunon Piasecki. Wydział wykonywał zdjęcia lotnicze z zastosowaniem technik fotogrametrycznych na zlecenie Ministerstwa Robót Publicznych.
Jeden egzemplarz RWD-5 o znaku rejestracyjnym SP-LOT był eksploatowany w latach 1933–1936.

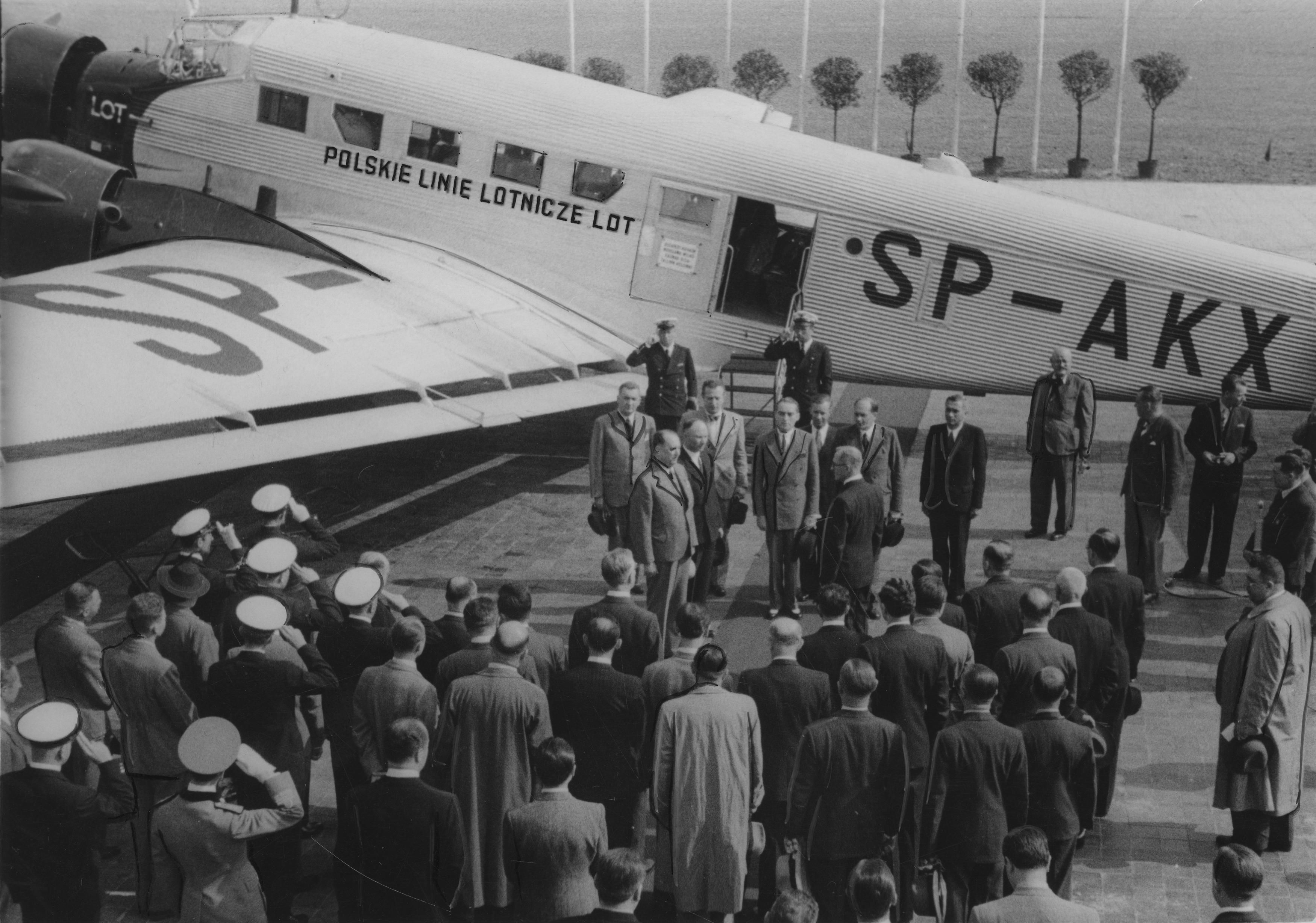
Ju-52/3m SP-AKX w czerwcu 1939 r.

W latach 1935 i 1936 do floty dołączono samoloty Douglas DC-2, Lockheed L-10-A Electra i Junkers Ju 52/3m. W latach 1938–1939 zakupiono samoloty Lockheed L-14-H Super Electra – w owym czasie najnowocześniejsze samoloty komunikacyjne na świecie. Plany uruchomienia lotów transatlantyckich powstały po zakupie samolotów Lockheed L-14, regularne loty samolotów planowano w roku 1940. Zakupione w USA samoloty Super zdemontowano i drogą morską dostarczano do Polski. Postanowiono jeden z egzemplarzy tego samolotu dostarczyć drogą lotniczą przez Atlantyk. 13 maja 1938 r. z lotniska fabrycznego w Los Angeles wystartowali na „Lockheedzie” dyrektor naczelny LOT-u mjr pil. Wacław Makowski (pierwszy pilot) i Zbigniew Wysiekierski (drugi pilot). Lot odbył się przez Kalifornię, Brazylię, do Natalu przez Atlantyk południowy, do Dakaru przez Afrykę i Niemcy do Warszawy. Był to pionierski przelot dwusilnikowego samolotu komunikacyjnego z wytwórni w USA w Warszawie zakończony 5 czerwca 1938 r., łączny czas przelotu wynosił 85 godzin ze średnią szybkością 292 km/h, a pokonana odległość wynosiła 24 850 km (11 godzin, 3070 km nad Atlantykiem).

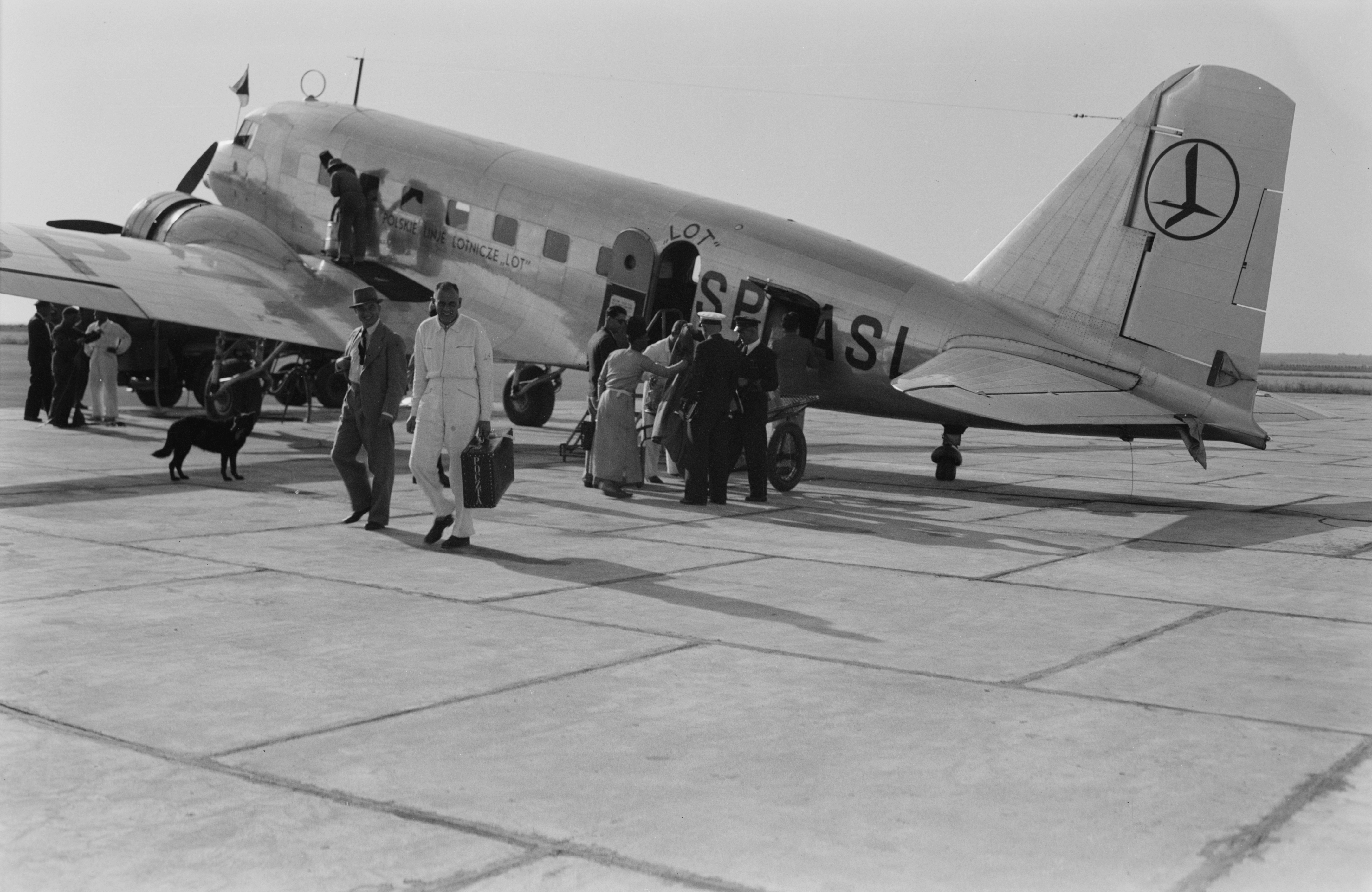
Douglas DC-2 w barwach PLL LOT na lotnisku w Lyddzie

26 kwietnia 1937 LOT uruchomił nową linię z Helsinek przez Warszawę, Ateny do Lyddy (Tel Awiw). W tym czasie było to najdłuższe lotnicze połączenie południkowe w Europie o długości 4300 km. Najdłuższy odcinek trasy z Warszawy wykonywany był w godzinach nocnych w ciągu 6 godzin (1674 km) z tylko jednym międzylądowaniem w Atenach. Uruchomienie takiego połączenia było znaczącym osiągnięciem wymagającym posiadania nowoczesnego sprzętu lotniczego i doświadczonego personelu lotniczego. Z rozszerzeniem siatki międzynarodowych połączeń było związane hasło reklamowe PLL LOT, „Granice polskości zakreśli zasięg polskich samolotów”.
W 1939 LOT przedłuża linię Warszawa-Lydda do Bejrutu i otwiera nowe linie: 15 maja Warszawa-Gdynia-Kopenhaga, 14 czerwca Warszawa-Budapeszt-Belgrad oraz Budapeszt-Wenecja-Rzym.
W sierpniu 1939 roku PLL LOT zatrudniał 694 wysoko wykwalifikowanych pracowników, w tym: 25 pilotów, 37 osób personelu latającego (nawigatorzy, mechanicy pokładowi) oraz 200 mechaników obsługi naziemnej. Sieć połączeń lotniczych LOT-u liczyła 10 200 km (w poprzednim roku 6285 km) i obejmowała 15 krajów. Flota liczyła 26 samolotów, w tym 18 komunikacyjnych, cztery fotogrametryczne i cztery specjalne, wykorzystywane jako łącznikowe i szkolne. W roku 1936 pilot PLL LOT Kazimierz Burzyński jako pierwszy osiągnął 1 milion km pokonanych na trasach lotniczych, a pilot Klemens Długaszewski w tym samym roku jako drugi osiągnął taką samą liczbę kilometrów.
15 czerwca 1939 Orderami Odrodzenia Polski zostali odznaczeni urzędnicy PLL „LOT”.
Dyrekcja spółki mieściła się w Warszawie przy ul. Nowogrodzkiej 49, a informacja i punkt sprzedaży biletów w Alejach Jerozolimskich 35.
W sierpniu 1939 PLL LOT dysponowały 26 samolotami pasażerskimi.

### Po II wojnie światowej
Działalność LOT-u została zawieszona w czasie II wojny światowej. Loty krajowe wznowiono 1 kwietnia 1945, uruchamiając linię okrężną Warszawa-Łódź-Kraków-Rzeszów-Lublin-Warszawa. Pierwsze połączenie międzynarodowe uruchomiono 11 maja 1945 z Warszawy do Berlina (po otrzymaniu 9 samolotów Douglas DC-3 i 10 Lisunow Li-2), następne w lipcu z Warszawy do Paryża i Sztokholmu. Polskie Linie Lotnicze „LOT” na podstawie dekretu z 3 stycznia 1946 wznawiają działalność na podstawie ustawy (Dz.U.R.P. NR.3 poz. 21), uchwałą Rady Ministrów z 8 sierpnia 1946 został zatwierdzony statut przedsiębiorstwa państwowego Polskie Linie Lotnicze „LOT”. W lipcu 1947 w skład floty włączono kolejne 5 samolotów typu SNCASE SE.161 Languedoc. Zarządzeniem Ministra Komunikacji z 30 września 1949 utworzono przedsiębiorstwo państwowe pod nazwą Polskie Linie Lotnicze „Lot” oraz osobnym zarządzeniem MK z tego dnia nadano statut przedsiębiorstwa. W ramach swojej działalności LOT prowadził także usługi lotnicze w zakresie opylania lasów przeciwko szkodnikom leśnym 1948 wykonał samolotami Li-2. W 1952 r. wykonano usługi agrolotnicze dla rolnictwa (zwalczanie stonki ziemniaczanej, 20 tys. ha). W tym celu zakupiono 14 samolotów Piper Cub od Aeroklubu Polskiego które zostały przerobione w warsztatach LOT-u na samoloty rolnicze. Po wykorzystaniu tych samolotów w 1953 10 skasowano, a 4 przekazano aeroklubom. Samoloty LOT-u wykonywały także loty fotogrametryczne dla celów kartograficznych,
W 1961 PLL LOT podpisała umowę wynajmu samolotu PZL MD-12P zaprojektowanego przez WSK-Okęcie. Prototyp SP-PBD, wersja pasażerska wynajęta przez PLL LOT wykonywała ramach testów eksploatacyjnych i oceny przydatności 120 regularnych lotów pasażerskich na trasie Warszawa – Rzeszów – Warszawa. Samolot miał dobre osiągi i niskie koszty w eksploatacji, jednak z powodu katastrofy pierwszego prototypu (SP-PAL), pomimo dalszych prac rozwojowych nad konstrukcją samolotu PLL LOT nie podjął się zakupu.
Następnie we flocie LOT-u znalazły się samoloty:
- Iljuszyn Ił-12B – w kwietniu 1949
- Iljuszyn Ił-14 – w czerwcu 1955
- Convair CV-240 – w październiku 1957
- Iljuszyn Ił-18 – w marcu 1961
- Vickers Viscount – w listopadzie 1962
- Antonow An-24 – w kwietniu 1966
- Tupolew Tu-134 – w listopadzie 1968
- Iljuszyn Ił-62 – w marcu 1972; po wprowadzeniu wersji zmodernizowanej Ił-62M zastąpiono dotychczas eksploatowane samoloty nową wersją, pozostawiając stronie radzieckiej w rozliczeniu używane samoloty.
- Tupolew Tu-154 – w maju 1985

Wprowadzenie samolotów Ił-62 i Ił-62M pozwoliło na uruchomienie pierwszych lotów transatlantyckich do Montrealu w maju 1972, a regularnej linii z Warszawy do Nowego Jorku – w kwietniu 1973. W maju 1973 rozpoczęto połączenia do Tokio.
Stan wojenny silnie wpłynął na pracę PLL LOT. Przejściowe zamknięcie połączeń transatlantyckich i niektórych europejskich sprawiło, że w 1982  długość linii PLL LOT zmniejszyła się o 1/3, a liczba pasażerów o połowę. Od 1985 odtwarzano połączenia z Ameryką Północną i uruchamiano nowe oraz rozwijano loty na Daleki Wschód. Przewozy lotnicze dopiero w 1987 przekroczyły poziom z początku lat 80.

### Po 1989

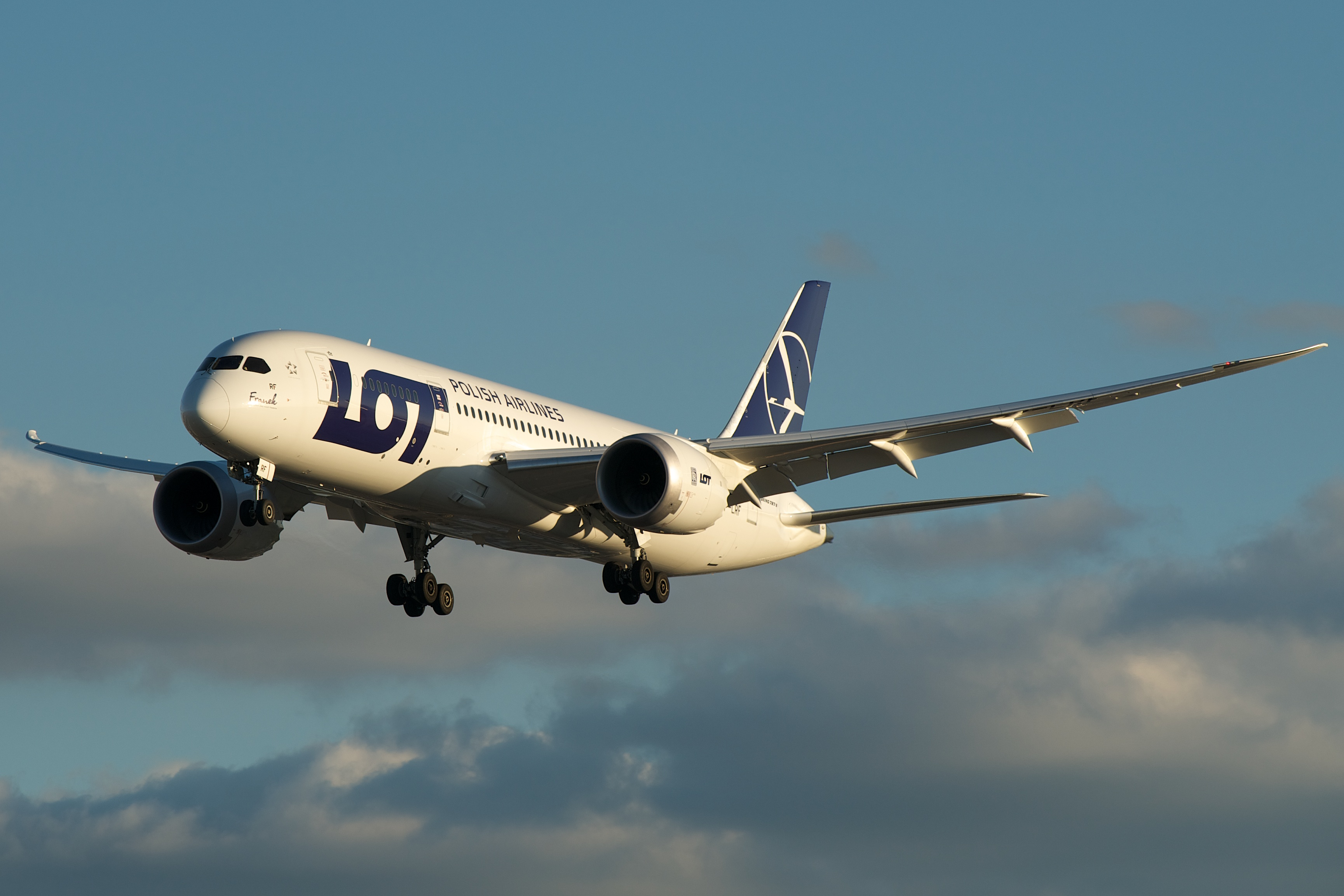
Boeing 787 Dreamliner Polskich Linii Lotniczych LOT

Wymiana floty z samolotów radzieckich na amerykańskie rozpoczęła się w późnych latach 80. XX wieku. Ostatnie dwa zamówione wcześniej samoloty Tupolewa Tu-154M wcielono do floty w 1990 i 1991. W kwietniu 1989 zakupiono amerykańskie samoloty firmy Boeing. Były to Boeingi 767-200ER, a w 1990 Boeing 767-300ER. Następnie w sierpniu 1991 zakupiono samoloty francusko-włoskiej firmy ATR typu ATR 72-200 i kolejne samoloty Boeinga: Boeing 737-500 w grudniu 1992 i Boeing 737-400 w kwietniu 1993.
W listopadzie 1992 LOT stał się spółką akcyjną.
W 1999 LOT rozpoczął eksploatację brazylijskich samolotów Embraer 145, w marcu 2004 Embraer 170, a w maju 2006 Embraer 175. 8 czerwca 2010 Ministerstwo Obrony Narodowej wyczarterowało od PLL LOT dwa Embraery 175 do obsługi lotów najważniejszych osób w państwie. Umowa, odnowiona w 2013, miała obowiązywać do końca roku 2017 z możliwością przedłużenia lub skrócenia.
26 października 2003 roku LOT dołączył do sojuszu lotniczego Star Alliance, stając się jego 14. członkiem.
Do PLL LOT należał polski przewoźnik niskobudżetowy Centralwings (kod linii IATA: C0 / kod linii ICAO: CLW), założony w 2004. Premierowy lot linii lotniczych Centralwings odbył się 1 lutego 2005 na trasie Warszawa – Londyn, a we wrześniu linie obsłużyły półmilionowego pasażera. W kolejnych latach ze względu na niską rentowność tanich połączeń regularnych, które mogłyby w przyszłości zagrozić stabilności firmy zarząd spółki podjął decyzję o zawieszeniu do odwołania realizacji tanich połączeń regularnych. 26 marca 2009 spółka zakończyła działalność, a 9 czerwca Sąd Rejonowy dla m. st. Warszawy ogłosił upadłość spółki obejmującą likwidację majątku.
Większość samolotów użytkowanych przez Centralwings należało do PLL LOT.

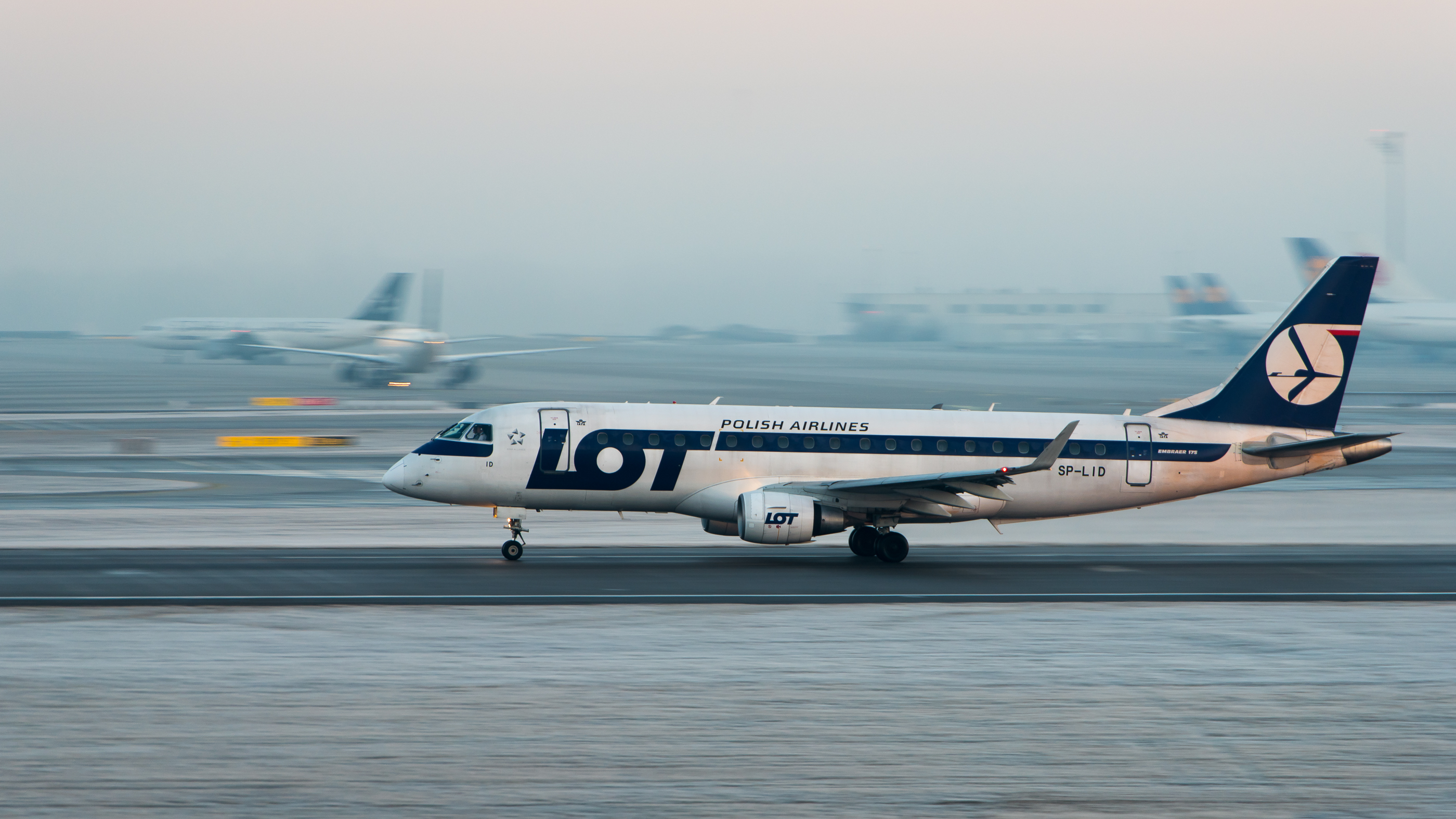
Embraer 175 w barwach LOT, port lotniczy Monachium

Od 26 stycznia do 29 czerwca 2006 przewodniczącym rady nadzorczej PLL LOT był Władysław Bartoszewski.
W 2010 władze PLL LOT planowały usunięcie logo „Żurawia” z ogona samolotów. Dotychczasowe logo na stateczniku pionowym miał zastąpić napis „LOT”. Jednak pomysł oprotestował związek zawodowy NSZZ „Solidarność” pracowników LOT-u. Protest poparło na portalu społecznościowym prawie 1,5 tys. internautów. Prawdopodobnie pod wpływem krytycznych artykułów prasowych i protestów zarząd spółki PLL LOT zrezygnował z pierwotnego planu zmiany malowania nowych samolotów Embraer i Dreamliner.
15 kwietnia 2011 LOT wycofał z eksploatacji samoloty Embraer 145.
23 listopada 2011 LOT zaprezentował pierwszy samolot w nowych barwach, zaprojektowanych przez Jacka Bonczka. Był to Boeing 737-400 (SP-LLL) wykonujący operacje dla LOT Charters.
W 2012 roku PLL LOT SA zatrudniał na etatach 2028 osób.

#### Kryzys w 2012
Pod koniec 2012 spółka zwróciła się do Skarbu Państwa o pomoc publiczną w wysokości 1 miliarda złotych, w związku ze złą sytuacją finansową (we wrześniu prezes Marcin Piróg zapewniał, że jest ona niezła). Jako przyczyny wskazywano pozorowane reformy po stronie Ministerstwa Skarbu Państwa (51% udział właścicielski było zapisem ustawowym), zmiany kadrowe w zarządzie, upolitycznienie stanowisk i niskie kompetencje kadry nadzorczej, które skutkowały błędnymi decyzjami biznesowymi. W raporcie Fundacji Republikańskiej z 2013 przeanalizowano nadzór właścicielski ze strony MSP w latach 2008–2012 i wskazano następujące zaniedbania jako przyczynę fatalnej sytuacji finansowej:
- brak jakiejkolwiek spójnej polityki właścicielskiej ze strony MSP poza chęcią jak najszybszego sprzedania części udziałów,
- brak nadzoru właścicielskiego (zaskoczenie informacją o stanie finansowym spółki, w której Skarb Państwa ma ponad 90% udziałów),
- tolerowanie braku polityki informacyjnej spółki w zakresie działalności operacyjnej i sytuacji finansowej (ostatnie publiczne raporty pochodzą z 2010 roku),
- tolerowanie (lub narzucanie) „karuzeli kadrowej” na stanowiskach zarządczych i ich upolitycznienie, co prowadziło często do lokowania na kluczowych stanowiskach osób niekompetentnych; w wyniku jednej z takich decyzji LOT stracił ponad 430 mln zł na samych tylko opcjach paliwowych w 2008, zaś skumulowana strata 2008–2011 wyniosła ponad 1,1 mld zł,
- zarząd pozostawał pasywny wobec znaczących zmian zachodzących na europejskim rynku lotniczym (duże konsolidacje przewoźników) w obliczu kryzysu tak, jakby problem go nie dotyczył,
- w latach 2010–2012 LOT wyprzedawał dostępne aktywy, dzięki czemu uzyskał ok. 640 mln zł, które zostały zużyte w całości na spłatę bieżących zobowiązań; w rezultacie pod koniec 2012 pozostał praktycznie bez aktywów i utracił zdolność do dalszego regulowania zobowiązań.

Równocześnie większość z aktywów odsprzedanych po 2010 roku przeszła w ręce innych spółek lub agencji Skarbu Państwa, przez co prywatyzacja miała charakter pozorny. Ministerstwo Skarbu Państwa rozpoczęło poszukiwanie inwestorów oraz zmianę ustawy, wymuszającej co najmniej 51% udział Skarbu Państwa w spółce. Ostatecznie ustawa została uchylona dnia 10 maja 2013. Pierwszą transzę wsparcia publicznego LOT otrzymał w drugiej połowie grudnia 2012, kiedy Skarb Państwa udzielił spółce 400 mln zł – pieniądze te zostały przeznaczone na spłatę przeterminowanych zobowiązań (318 mln zł) i pokrycie strat operacyjnych.
Ogólne przychody PLL LOT SA w 2012 wyniosły ponad 3467 mln złotych, przychody ze sprzedaży wyniosły ponad 3305 mln złotych.

#### 2013
W kwietniu 2013 LOT poprosił o wsparcie publiczne w wysokości 380 mln zł. W połowie maja 2013 Komisja Europejska zaakceptowała warunkowo, do czasu zapoznania się z planem restrukturyzacji spółki, 400 mln zł pomocy publicznej udzielonej PLL LOT w grudniu poprzedniego roku. Plan ten Polska przedłożyła 20 czerwca 2013 roku (czyli w ciągu sześciu miesięcy od udzielenia pomocy).
W związku z coraz lepszymi wynikami LOT nie wystąpił we wrześniu do Ministerstwa Skarbu o wypłatę drugiej transzy pomocy publicznej. Wypłata tej transzy – zgodnie z Planem Restrukturyzacji złożonym przez Ministerstwo Skarbu w Komisji Europejskiej – była planowana na sierpień. Tymczasem LOT nie wystąpił o nią ani w sierpniu, ani we wrześniu. Miało się to stać dopiero w październiku. Poprawiająca się kondycja firmy spowodowała, że LOT nie wystąpił już o II transzę pomocy publicznej.
7 listopada 2013 Komisja Europejska poinformowała o wszczęciu procedury sprawdzającej zasadność pomocy publicznej dla LOT-u, a także to czy pomoc publiczna nie zakłóci konkurencji na rynku europejskim. Komisja Europejska w dniu 27 lipca 2014 roku uznała zasadność pomocy publicznej dla LOT-u.

#### 2014
Rok 2014 oznacza dla linii ciągły rozwój, kojarzony głównie jako dostawa kolejnych Boeingów 787, ale również jako nowe kierunki i zwiększenie komfortu na trasach, między innymi dzięki renowacji Boeingów 737-400. Na początku września linie poinformowały, że od początku roku do końca stycznia po raz pierwszy od wielu lat osiągnęły dodatni wynik na działalności podstawowej, czyli na samym przewozie pasażerów (nie wlicza się w to profitów z posiłków i innych usług dodatkowych). 30 października PLL LOT pobiło rekord długości lotu Boeingiem 787 – ponad 14,5 godziny. Lot odbył się na zlecenie KGHM z Warszawy do miejscowości Antofagasta w Chile.

#### 2015
W 2015 przewoźnik otworzył na lotnisku w Warszawie swoje centrum przesiadkowe. W czerwcu 2015 LOT był gospodarzem CEB – spotkania szefów linii lotniczych Star Alliance, największego sojuszu na świecie.

#### 2016
W 2016 LOT uruchomił 17 nowych tras, m.in. do Tokio. Przewoźnik nawiązał współpracę z Nordicą.

#### 2017
W 2017 LOT uruchomił połączenie do Los Angeles oraz przywrócił połączenia do Newarku, a także połączenie z Krakowa do Chicago. Do floty przewoźnika dołączyły 4 Boeingi 737-800. LOT powrócił do portów regionalnych, uruchamiając loty do Tel Awiwu z Gdańska, Poznania, Wrocławia oraz Lublina, a także do Lwowa z Poznania, Bydgoszczy oraz Olsztyna. W grudniu LOT odebrał 2 nowoczesne Boeingi 737 MAX 8.

#### 2018
W 2018 LOT uruchomił połączenie z Warszawy do Singapuru oraz z Budapesztu do Nowego Jorku i Chicago. Rzeszów jako trzecie miasto w Polsce, dzięki LOT, zyskał bezpośrednie regularne połączenie transatlantyckie – do Nowego Jorku.
Otwarte zostaje także regularne połączenie z Rzeszowa do Tel Awiwu. Wyróżnienie przez Global Traveler, jako najlepsza linia Europy Wschodniej. LOT odebrał cztery nowoczesne Embraery 190. 23 marca do Warszawy przyleciał pierwszy Boeing 787-9 Dreamliner.

#### 2019
Na początku 2019 LOT uruchomił połączenie z Warszawy oraz Budapesztu do portu lotniczego London City. Od lutego do kwietnia lot wypożyczył Airbusa A340, od linii Air Belgium (na trasy do Nowego Jorku). 12 marca 2019 LOT uziemił B737 MAX 8, a na czas ich uziemienia wypożyczył trzy samoloty, jednego B737-800 od linii Go2Sky oraz dwa od Blue Air, A321-200 od linii SmartLynx, oraz B737-400 od linii GetJet Airlines. Przewoźnik 1 kwietnia otworzył połączenie z Krakowa do Bukaresztu. Od 25 kwietnia LOT obsługuje również połączenie z Krakowa do Olsztyna i Dubrownika. Lot 1 maja uruchomił połączenie lotnicze Wilno-London City-Wilno. Od czerwca odbywają się także loty z Warszawy do Miami, Bejrutu, Warny oraz na Korfu. We wrześniu LOT zacznie latać z Budapesztu do Brukseli i Bukaresztu oraz z Warszawy do Delhi. Przewoźnik zapowiedział, że od 3 listopada rozpocznie swoje loty ze stolicy Polski do Kolombo. Linia zwiększy również częstotliwość lotów z Krakowa do Chicago z 1 razu, na 3 razy w tygodniu. Lot podpisał umowę z biurem podróży Rainbow Tours na wykonanie 13 tras czarterowych z Portu Lotniczego Katowice-Pyrzowice, do tego celu lot na czas tej umowy LOT w Katowicach zrobi bazę jednemu B737-8 (połączenia ruszyły 24 maja). W tym roku również LOT odebrał 3 nowoczesne Boeingi B787-9 Dreamliner. Ogłoszono start połączenia z Krakowa do Nowego Jorku – JFK, a także z Warszawy do San Francisco i Waszyngton-Dulles. Połączenie do San Francisco miały wystartować 5 sierpnia 2020, natomiast do Waszyngton-Dulles 2 czerwca 2020.

#### 2020
15 stycznia LOT, jako trzeci europejski przewoźnik, uruchomił bezpośrednie połączenie z Warszawy na lotnisko Pekin-Daxing. 24 stycznia podczas konferencji prasowej, prezes LOT i PGL Rafał Milczarski ogłosił plan zakupu 30 samolotów szerokokadłubowych, spośród których 20 miało trafić do Condora. Rozważane były Boeingi 787-9 oraz 787-10, a także Airbusy A350-900. W marcu LOT usunął wszystkie pozostałe we flocie Boeingi 737-400, które służyły od 27 lat. 10 marca ostatni egzemplarz (SP-LLG) wykonał swój ostatni lot w barwach PLL LOT w rejsie z Krakowa do Warszawy, do którego przyporządkowano okazjonalny znak wywoławczy „LAST734”.
Z powodu rozprzestrzeniania się pandemii koronawirusa, 15 marca zostały zawieszone wszystkie połączenia LOT-u z Polski i z Węgier. Po tej dacie LOT wykonywał jedynie połączenia cargo oraz repatriacyjne w porozumieniu z rządem. Takim rejsem był najdłuższy aktualnie lot w historii Polskich Linii Lotniczych – 31 marca Boeing 787-9 Dreamliner (SP-LSD) wykonał trwający 14 godzin i 55 minut lot z Warszawy do Buenos Aires. Lot wznowił loty krajowe 1 czerwca, a loty na obszarze Unii Europejskiej zostały wznowione 16 czerwca.

##### Linie lotnicze Condor
24 stycznia 2020 we Frankfurcie została podpisana umowa o przejęcie przez właściciela PLL LOT, Polską Grupę Lotniczą, niemieckiej linii lotniczej Condor. Została ona wystawiona na sprzedaż jesienią 2019, po upadłości poprzedniego właściciela spółki Thomas Cook. Umowa obejmowała przejęcie wraz z całą flotą (53 samolotów, w tym 16 szerokokadłubowych), wszystkimi trasami i slotami oraz załogami. 13 kwietnia 2020 PGL poinformowało o odstąpieniu od kupna linii Condor. Nieoficjalnym powodem było niedopełnienie obowiązków finansowych przez niemiecką linię.

##### LOT do Domu
LOT, na polecenie Prezesa Rady Ministrów wydanego na podstawie art. 11 ust. 3 ustawy z dnia 2 marca 2020 r. o szczególnych rozwiązaniach związanych z zapobieganiem, przeciwdziałaniem i zwalczaniem COVID-19 (...), stworzył akcję #LOTdoDomu, dzięki której Polacy, którzy z powodu pandemii koronawirusa pozostali za granicą mogli powrócić do kraju. Przewoźnik wykonał 388 rejsów o numerach LO8XXX, które wykonywane były od 15 marca do początku kwietnia i przewiozły około 54 000 pasażerów. Loty odbywały się między innymi do Meksyku, Kuby, Filipin, Australii, Stanów Zjednoczonych, Tajlandii, Tanzanii, Malediwów, Bali, Wietnamu, Zjednoczonych Emiratów Arabskich, Republiki Południowej Afryki, Kataru, Sri Lanki.

#### 2022
Na początku października przewoźnik poinformował w swoich mediach społecznościowych o rozpoczęciu współpracy interline z amerykańską linią lotniczą JetBlue.

#### 2024
Na początku roku LOT zaprezentował nowe safety demo w Dreamlinerach. W tym roku przewoźnik realizując strategię rozwoju przyjętą na lata 2024–2028 uruchomił nowe regularne połączenia do Taszkentu, Aten, Rijadu, Oradei, Lyonu, Larnaki, Innsbrucka i Teneryfy oraz zapowiedział nowe kierunki takie jak Lizbona, Malta czy Saloniki. W lipcu LOT podpisał umowę z dostawcą łączności internetowej Viasat na instalację bezprzewodowej łączności na pokładach Boeingów 787-8 i 787-9 Dreamliner do 2026. W sierpniu LOT odświeżył mundury załóg pokładowych wprowadzając nowe akcesoria. W grudniu LOT otworzył salonik biznesowy LOT Business Lounge zlokalizowanym w terminalu nr 5 międzynarodowego lotniska O’Hare w Chicago. Jest to pierwsza tego typu inwestycja PLL LOT w Ameryce Północnej.

#### 2025
W tym roku LOT zainaugurował połączenia z Warszawy do Lizbony, Reykjaviku, na Maltę i Salonik, z Krakowa do Paryża, a z Radomia do Barcelony. Zaplanował także uruchomienie nowych tras z Warszawy do Rovaniemi i Marrakeszu. LOT zakończył obsługę połączeń z Budapesztu do Seulu zamykając tym samym hub na Węgrzech. Na styczeń 2026 przewoźnik zapowiedział uruchomienie lotów z Warszawy do Malagi i z Gdańska do Stambułu. Podczas Paris Air Show 2025 LOT złożył zamówienie na 40 samolotów Airbus A220, z możliwością jego poszerzenia o kolejne 44 maszyny. Pierwsze dostawy planowane są na lato 2027, zaś zakończyć się mają w 2031, zastępując wycofywane w tych latach samoloty Embraer. LOT skasował sezonowe połączenie do Innsbrucka z powodu braku dostępności slotów w soboty w sezonie 25/26.
W czerwcu 2025 LOT otrzymał tytuł najlepszej linii lotniczej w Europie Wschodniej w rankingu Skytrax, a także cztery gwiazdki w ogólnej ocenie przewoźnika.

## Porty docelowe
Według stanu na maj 2025 LOT realizował bezpośrednie połączenia na trasach krajowych i międzynarodowych do 94 portów lotniczych w 52 krajach Europy, Azji, Ameryki Północnej i Afryki:
| Państwo                      | Miasto        | IATA | ICAO | Port lotniczy                                | Uwagi                                             |
| ---------------------------- | ------------- | ---- | ---- | -------------------------------------------- | ------------------------------------------------- |
| Albania                      | Tirana        | TIA  | LATI | Port lotniczy Tirana                         |                                                   |
| Arabia Saudyjska             | Rijad         | RUH  | OERK | Port lotniczy Rijad                          |                                                   |
| Armenia                      | Erywań        | EVN  | UDYZ | Port lotniczy Erywań                         |                                                   |
| Austria                      | Wiedeń        | VIE  | LOWW | Port lotniczy Wiedeń-Schwechat               |                                                   |
| Azerbejdżan                  | Baku          | GYD  | UBBB | Port lotniczy Baku                           |                                                   |
| Belgia                       | Bruksela      | BRU  | EBBR | Port lotniczy Bruksela                       |                                                   |
| Bośnia i Hercegowina         | Sarajewo      | SJJ  | LQSA | Port lotniczy Sarajewo                       |                                                   |
| Bułgaria                     | Sofia         | SOF  | LBSF | Port lotniczy Sofia                          |                                                   |
| Chorwacja                    | Dubrownik     | DBV  | LDDU | Port lotniczy Dubrownik                      |                                                   |
| Chorwacja                    | Split         | SPU  | LDSP | Port lotniczy Split                          | Sezonowo                                          |
| Chorwacja                    | Zagrzeb       | ZAG  | LDZA | Port lotniczy Zagrzeb                        |                                                   |
| Cypr                         | Larnaka       | LCA  | LCLK | Port lotniczy Larnaka                        |                                                   |
| Czarnogóra                   | Podgorica     | TGD  | LYPG | Port lotniczy Podgorica                      |                                                   |
| Czechy                       | Ostrawa       | OSR  | LKMT | Port lotniczy Ostrawa                        |                                                   |
| Czechy                       | Praga         | PRG  | LKPR | Port lotniczy Praga im. Václava Havla        |                                                   |
| Dania                        | Billund       | BLL  | EKBI | Port lotniczy Billund                        |                                                   |
| Dania                        | Kopenhaga     | CPH  | EKCH | Port lotniczy Kopenhaga-Kastrup              |                                                   |
| Egipt                        | Kair          | CAI  | HECA | Port lotniczy Kair                           |                                                   |
| Estonia                      | Tallinn       | TLL  | EETN | Port lotniczy Tallinn                        |                                                   |
| Finlandia                    | Rovaniemi     | RVN  | EFRO | Port Lotniczy Rovanemi Finavia               | Sezonowo, od 27 listopada 2025                    |
| Francja                      | Lyon          | LYS  | LFLL | Port lotniczy Lyon-Saint-Exupéry             |                                                   |
| Francja                      | Nicea         | NCE  | LFMN | Port lotniczy Nicea-Lazurowe Wybrzeże        |                                                   |
| Francja                      | Paryż         | CDG  | LFPG | Port lotniczy Paryż-Roissy-Charles de Gaulle |                                                   |
| Francja                      | Paryż         | ORY  | LFPO | Port lotniczy Paryż-Orly                     | Loty tylko z KRK                                  |
| Grecja                       | Ateny         | ATH  | LGAV | Port lotniczy Ateny                          |                                                   |
| Grecja                       | Saloniki      | SKG  | LGTS | Port lotniczy Saloniki-Macedonia             |                                                   |
| Grecja                       | Preweza       | PVK  | LGPZ | Port Lotniczy Aktion                         | Sezonowo, loty tylko z RDO                        |
| Gruzja                       | Tbilisi       | TBS  | UGTB | Port lotniczy Tbilisi                        |                                                   |
| Hiszpania                    | Barcelona     | BCN  | LEBL | Port lotniczy Barcelona                      | Loty również sezonowo z RDO                       |
| Hiszpania                    | Madryt        | MAD  | LEMD | Port lotniczy Madryt-Barajas                 |                                                   |
| Hiszpania                    | Malaga        | AGP  | LEMG | Port lotniczy Malaga                         | Od 15 stycznia 2026                               |
| Hiszpania                    | Teneryfa      | TFS  | GCTS | Port lotniczy Teneryfa-Południe              | Sezonowo                                          |
| Holandia                     | Amsterdam     | AMS  | EHAM | Port lotniczy Amsterdam-Schiphol             |                                                   |
| Indie                        | Mumbaj        | BOM  | VABB | Port lotniczy Chhatrapati Shivaji            |                                                   |
| Indie                        | Nowe Delhi    | DEL  | VIDP | Port lotniczy Indiry Gandhi w Delhi          |                                                   |
| Islandia                     | Reykjavík     | KEF  | BIKF | Port lotniczy Keflavík                       |                                                   |
| Izrael                       | Tel Awiw-Jafa | TLV  | LLBG | Port lotniczy Ben Guriona                    | Loty również z KRK                                |
| Japonia                      | Tokio         | NRT  | RJAA | Port lotniczy Tokio-Narita                   |                                                   |
| Kanada                       | Toronto       | YYZ  | CYYZ | Port lotniczy Toronto-Pearson                |                                                   |
| Kazachstan                   | Astana        | NQZ  | UACC | Port lotniczy Nur-Sułtan                     |                                                   |
| Korea Południowa             | Seul          | ICN  | RKSI | Port lotniczy Seul-Inczon                    | Loty również z WRO                                |
| Liban                        | Bejrut        | BEY  | OLBA | Port lotniczy Bejrut                         |                                                   |
| Litwa                        | Wilno         | VNO  | EYVI | Port lotniczy Wilno                          |                                                   |
| Luksemburg                   | Luksemburg    | LUX  | ELLX | Port lotniczy Luksemburg                     |                                                   |
| Łotwa                        | Ryga          | RIX  | EVRA | Port lotniczy Ryga                           |                                                   |
| Macedonia Północna           | Skopje        | SKP  | LWSK | Port lotniczy Skopje                         |                                                   |
| Malta                        | Malta         | MLA  | LMML | Port lotniczy Malta                          |                                                   |
| Maroko                       | Marrakesz     | RAK  | GMMX | Port lotniczy Marrakesz                      | Od 29 października 2025                           |
| Mołdawia                     | Kiszyniów     | RMO  | LUKK | Port lotniczy Kiszyniów                      |                                                   |
| Niemcy                       | Berlin        | BER  | EDDB | Port lotniczy Berlin-Branderburg             |                                                   |
| Niemcy                       | Düsseldorf    | DUS  | EDDL | Port lotniczy Düsseldorf                     |                                                   |
| Niemcy                       | Frankfurt     | FRA  | EDDF | Port lotniczy Frankfurt                      |                                                   |
| Niemcy                       | Hamburg       | HAM  | EDDH | Port lotniczy Hamburg                        |                                                   |
| Niemcy                       | Monachium     | MUC  | EDDM | Port lotniczy Monachium                      |                                                   |
| Niemcy                       | Stuttgart     | STR  | EDDS | Port lotniczy Stuttgart                      |                                                   |
| Norwegia                     | Oslo          | OSL  | ENGM | Port lotniczy Oslo-Gardermoen                |                                                   |
| Polska                       | Bydgoszcz     | BZG  | EPBY | Port lotniczy Bydgoszcz                      | Loty również z KRK                                |
| Polska                       | Gdańsk        | GDN  | EPGD | Port lotniczy Gdańsk                         |                                                   |
| Polska                       | Katowice      | KTW  | EPKT | Port lotniczy Katowice-Pyrzowice             |                                                   |
| Polska                       | Kraków        | KRK  | EPKK | Port lotniczy Kraków-Balice                  |                                                   |
| Polska                       | Lublin        | LUZ  | EPLB | Port lotniczy Lublin                         |                                                   |
| Polska                       | Olsztyn       | SZY  | EPSY | Port lotniczy Olsztyn-Mazury                 | Loty tylko z KRK                                  |
| Polska                       | Poznań        | POZ  | EPPO | Port lotniczy Poznań-Ławica                  |                                                   |
| Polska                       | Rzeszów       | RZE  | EPRZ | Port lotniczy Rzeszów-Jasionka               |                                                   |
| Polska                       | Szczecin      | SZZ  | EPSC | Port lotniczy Szczecin-Goleniów              |                                                   |
| Polska                       | Warszawa      | WAW  | EPWA | Port lotniczy Warszawa-Chopin                | Hub przewoźnika                                   |
| Polska                       | Wrocław       | WRO  | EPWR | Port lotniczy Wrocław-Strachowice            |                                                   |
| Polska                       | Zielona Góra  | IEG  | EPZG | Port lotniczy Zielona Góra-Babimost          |                                                   |
| Portugalia                   | Lizbona       | LIS  | LPPT | Port lotniczy Lizbona                        |                                                   |
| Rumunia                      | Bukareszt     | OTP  | LROP | Port lotniczy Bukareszt-Otopeni              |                                                   |
| Rumunia                      | Kluż-Napoka   | CLJ  | LRCL | Port lotniczy Kluż-Napoka                    |                                                   |
| Rumunia                      | Oradea        | OMR  | LROD | Port lotniczy Oradea                         |                                                   |
| Serbia                       | Belgrad       | BEG  | LYBE | Port lotniczy Belgrad                        |                                                   |
| Słowacja                     | Koszyce       | KSC  | LZKZ | Port lotniczy Koszyce                        |                                                   |
| Słowenia                     | Lublana       | LJU  | LJLJ | Port lotniczy Lublana                        |                                                   |
| Stany Zjednoczone            | Chicago       | ORD  | KORD | Port lotniczy Chicago-O’Hare                 | Loty również z KRK                                |
| Stany Zjednoczone            | Los Angeles   | LAX  | KLAX | Port lotniczy Los Angeles                    |                                                   |
| Stany Zjednoczone            | Miami         | MIA  | KMIA | Port lotniczy Miami                          |                                                   |
| Stany Zjednoczone            | Newark        | EWR  | KEWR | Port lotniczy Newark-Liberty                 | Loty również z KRK oraz sezonowo z RZE            |
| Stany Zjednoczone            | Nowy Jork     | JFK  | KJFK | Port lotniczy Nowy Jork-JFK                  |                                                   |
| Szwajcaria                   | Genewa        | GVA  | LSGG | Port lotniczy Genewa-Cointrin                |                                                   |
| Szwajcaria                   | Zurych        | ZRH  | LSZH | Port lotniczy Zurych-Kloten                  |                                                   |
| Szwecja                      | Göteborg      | GOT  | ESGG | Port lotniczy Göteborg                       |                                                   |
| Szwecja                      | Sztokholm     | ARN  | ESSA | Port lotniczy Sztokholm-Arlanda              |                                                   |
| Turcja                       | Stambuł       | IST  | LTBA | Port lotniczy Stambuł                        | Loty również z KRK oraz od 14 stycznia 2026 z GDN |
| Uzbekistan                   | Taszkent      | TAS  | UTTT | Port lotniczy Taszkent                       |                                                   |
| Węgry                        | Budapeszt     | BUD  | LHBP | Port lotniczy Budapeszt                      |                                                   |
| Wielka Brytania              | Londyn        | LCY  | EGLC | Port lotniczy Londyn-City                    | Loty tylko z VNO                                  |
| Wielka Brytania              | Londyn        | LHR  | EGLL | Port lotniczy Londyn-Heathrow                |                                                   |
| Włochy                       | Mediolan      | MXP  | LIMC | Port lotniczy Mediolan-Malpensa              |                                                   |
| Włochy                       | Rzym          | FCO  | LIRF | Port lotniczy Rzym-Fiumicino                 | Loty również z RDO                                |
| Włochy                       | Wenecja       | VCE  | LIPZ | Port lotniczy Wenecja-Marco Polo             |                                                   |
| Zjednoczone Emiraty Arabskie | Dubaj         | DXB  | OMDB | Port Lotniczy Dubaj                          | Sezonowo                                          |

Kierunki lotów czarterowych i cargo PLL LOT:
| Państwo    | Miasto            | IATA | ICAO | Port lotniczy                        | Uwagi                        |
| ---------- | ----------------- | ---- | ---- | ------------------------------------ | ---------------------------- |
| Bułgaria   | Burgas            | BOJ  | LBBG | Port lotniczy Burgas                 | Czarter (WAW)                |
| Bułgaria   | Warna             | VAR  | LBWN | Port lotniczy Warna                  | Czarter (WAW)                |
| Cypr       | Pafos             | PFO  | LCPH | Port lotniczy Pafos                  | Czarter (WAW)                |
| Czarnogóra | Tivat             | TIV  | LYTV | Port lotniczy Tivat                  | Czarter (WAW)                |
| Dominikana | Puerto Planta     | POP  | MDPP | Port lotniczy Puerto Plata           | Czarter (WAW, KTW)           |
| Dominikana | Punta Cana        | PUJ  | MDPC | Port lotniczy Punta Cana             | Czarter (WAW, KTW)           |
| Egipt      | Hurghada          | HGR  | HEGN | Port lotniczy Hurghada               | Czarter (WAW, KTW)           |
| Egipt      | Marsa Alam        | RMF  | HEMA | Port lotniczy Marsa Alam             | Czarter (WAW, KTW, SZY)      |
| Egipt      | Sharm el-Sheikh   | SSH  | HESH | Port lotniczy Szarm el-Szejk         | Czarter (WAW, KTW)           |
| Egipt      | Taba              | TCP  | HETB | Port lotniczy Taba                   | Czarter (WAW, KTW)           |
| Grecja     | Chania            | CHQ  | LGSA | Port lotniczy Chania                 | Czarter (WAW)                |
| Grecja     | Heraklion         | HER  | LGIR | Port lotniczy Heraklion              | Czarter (WAW, KTW)           |
| Grecja     | Kawala            | KVA  | LGKV | Port lotniczy Kawala                 | Czarter (WAW, KTW)           |
| Grecja     | Korfu             | CFU  | LGKR | Port lotniczy Korfu                  | Czarter (WAW)                |
| Grecja     | Kos               | KGS  | LGKO | Port lotniczy Kos                    | Czarter (WAW)                |
| Grecja     | Lesbos            | MJT  | LGMT | Port lotniczy Mitylena               | Czarter (WAW)                |
| Grecja     | Rodos             | RHO  | LGRP | Port lotniczy Rodos                  | Czarter (WAW, KTW)           |
| Grecja     | Samos             | SMI  | LGSM | Port lotniczy Samos                  | Czarter (WAW)                |
| Grecja     | Santorini         | JTR  | LGSR | Port lotniczy Santorini              | Czarter (WAW)                |
| Grecja     | Zakynthos         | ZTH  | LGZA | Port Lotniczy Zakynthos              | Czarter (WAW)                |
| Hiszpania  | Almeria           | LEI  | LEAM | Port lotniczy Almeria                | Czarter (WAW)                |
| Hiszpania  | Girona            | GRO  | LEGE | Port Lotniczy Girona                 | Czarter (WAW)                |
| Hiszpania  | Mahon             | MAH  | LEMH | Port lotniczy Menorka                | Czarter (WAW)                |
| Hiszpania  | Malaga            | AGP  | LEMG | Port lotniczy Malaga                 | Czarter (WAW)                |
| Hiszpania  | Palma de Mallorca | PMI  | LEPA | Port lotniczy Palma de Mallorca      | Czarter (WAW)                |
| Kanada     | Hamilton          | YHM  | CYHM | Port lotniczy Hamilton               | LOT Cargo                    |
| Malediwy   | Male              | MLE  | VRMM | Port lotniczy Male                   | Czarter (WAW,KTW,PRG)        |
| Malezja    | Langkawi          | LGK  | WMKL | Port lotniczy Langkawi               | Czarter (WAW)                |
| Maroko     | Agadir            | AGA  | GMAD | Port lotniczy Agadir                 | Czarter (WAW)                |
| Mauritius  | Port Louis        | MRU  | FIMP | Port lotniczy Mauritius              | Czarter (WAW)                |
| Meksyk     | Cancún            | CUN  | MMUN | Port lotniczy Cancún                 | Czarter (WAW)                |
| Portugalia | Faro              | FAO  | LPFR | Port lotniczy Faro                   | Czarter (WAW)                |
| Tajlandia  | Bangkok           | BKK  | VTBS | Port lotniczy Bangkok-Suvarnabhumi   | Czarter (WAW, KTW)           |
| Tajlandia  | Krabi             | KBV  | VTSG | Port lotniczy Krabi                  | Czarter (WAW)                |
| Tajlandia  | Phuket            | HKT  | VTSP | Port lotniczy Phuket                 | Czarter (WAW)                |
| Turcja     | Antalya           | AYT  | LTAI | Port Lotniczy Antalya                | Czarter (WAW, RDO, KTW, WRO) |
| Turcja     | Bodrum            | BJV  | LTFE | Port Lotniczy Bodrum-Milas           | Czarter (WAW, KTW, WRO)      |
| Turcja     | Dalaman           | DLM  | LTBS | Port lotniczy Dalaman                | Czarter (WAW)                |
| Turcja     | Izmir             | ADB  | LTBJ | Port lotniczy Izmir                  | Czarter (WAW)                |
| Wietnam    | Ho Chi Minh       | SGN  | VVTS | Port lotniczy Ho Chi Minh            | Czarter (WAW)                |
| Wietnam    | Phú Quốc          | PQC  | VVPQ | Port lotniczy Phú Quốc               | Czarter (WAW, KTW)           |
| Włochy     | Katania           | CTA  | LICC | Port Lotniczy Katania – Fontanarossa | Czarter (WAW)                |
| Włochy     | Lamezia Terme     | SUF  | LICA | Port lotniczy Lamezia Terme          | Czarter (WAW)                |
| Włochy     | Olbia             | OLB  | LIEO | Port lotniczy Olbia                  | Czarter (WAW)                |
| Włochy     | Palermo           | PMO  | LICJ | Port lotniczy Palermo                | Czarter (WAW)                |

## Linie partnerskie
LOT oferuje pasażerom połączenia lotnicze w formule codeshare z 21 liniami lotniczymi:
| - Aegean Airlines* - airBaltic - Air Canada* - Air China* - Air Dolomiti - Air India* | - ANA* - Asiana Airlines* - Austrian Airlines* - Croatia Airlines* - EgyptAir* - EL AL Israel Airlines | - EVA Air* - ITA Airways - JetBlue - Lufthansa* - Luxair - SAS | - Singapore Airlines* - SWISS* - TAP Portugal* - Turkish Airlines* |

* Linie, które są członkiem Star Alliance

### Współpraca zNordica
5 listopada 2016 Polskie Linie Lotnicze LOT oraz Nordica podpisały strategiczną umowę o współpracy. Na mocy tej umowy PLL LOT przejął 49% udziałów przewoźnika, a od 19 listopada 2016 wszystkie rejsy linii Nordica były wykonywane z kodem LOT (LO). Nordica przejęła od LOT operacje na trasie Tallinn – Warszawa zaś PLL LOT zabazował w stolicy Estonii jednego ze swoich Embraerów do obsługi trasy Tallinn – Monachium. W tym okresie dwa samoloty Nordici Bombardier CRJ-900 wykonywały dla PLL LOT bezpośrednie połączenia z Warszawy w ramach siatki LOT.
Wszystkie samoloty wykonujące rejsy dla Nordici pozostały w jej malowaniu, ale dodatkowo było na nich umieszczone logo PLL LOT.
Wszystkie połączenia z Tallinna były dostępne we wszystkich kanałach sprzedaży PLL LOT, Nordica korzystała również z innych elementów platformy operacyjnej LOT.
Z uwagi na załamanie popytu na podróże lotnicze związane z pandemią COVID-19 współpraca przewoźników została zakończona w dniu 31 grudnia 2020. Na mocy zawartego porozumienia LOT odsprzeda 49% udziałów spółki Xfly, która jest właścicielem floty używanej przez spółkę Nordica.

## Liczba przewiezionych pasażerów
| Lata 1929–1971 | Lata 1929–1971 | Lata 1929–1971 | Lata 1972–2008 | Lata 1972–2008 | Lata 1972–2008 | Lata 2009-2024 | Lata 2009-2024 | Lata 2009-2024 |
| Rok            | Pasażerowie    | Zmiana         | Rok            | Pasażerowie    | Zmiana         | Rok            | Pasażerowie    | Zmiana         |
| -------------- | -------------- | -------------- | -------------- | -------------- | -------------- | -------------- | -------------- | -------------- |
| 1929           | 16 428         |                | 1972           | 469 100        | 25,5%          | 2009           | 4 102 100      | 1,1%           |
| 1930           | 94 900         | 477,7%         | 1973           | 564 200        | 20,3%          | 2010           | 4 504 000      | 9,8%           |
| 1931           | 94 000         | -0,9%          | 1974           | 642 000        | 13,8%          | 2011           | 4 738 900      | 5,2%           |
| 1932           | 95 000         | 1,1%           | 1975           | 805 600        | 25,5%          | 2012           | 4 970 000      | 4,9%           |
| 1933           | 97 200         | 2,3%           | 1976           | 809 700        | 0,5%           | 2013           | 4 600 000      | -7,4%          |
| 1934           | 95 900         | -1,3%          | 1977           | 927 200        | 14,5%          | 2014           | 4 780 000      | 3,9%           |
| 1935           | 97 700         | 1,9%           | 1978           | 1 054 000      | 13,7%          | 2015           | 4 300 000      | -10,0%         |
| 1936           | 98 000         | 0,3%           | 1980           | 1 828 000      | 73,4%          | 2016           | 5 600 000      | 30,2%          |
| 1937           | 95 400         | -2,7%          | 1985           | 1 790 000      | -2,1%          | 2017           | 7 100 000      | 26,8%          |
| 1938           | 96 200         | 0,8%           | 1986           | 1 820 000      | 1,7%           | 2018           | 9 200 000      | 29,6%          |
| 1945           | 26 845         | -72,1%         | 1987           | 1 858 000      | 2,1%           | 2019           | 10 100 000     | 9,8%           |
| 1946           | 57 500         | 114,2%         | 1988           | 2 018 000      | 8,6%           | 2020           | 3 585 503      | -64,5%         |
| 1947           | 59 800         | 4,0%           | 1995           | 1 839 400      | -8,9%          | 2021           | 4 395 576      | 22,6%          |
| 1948           | 77 500         | 29,6%          | 1996           | 2 033 300      | 10,5%          | 2022           | 7 985 000      | 81,7%          |
| 1961           | 68 800         | -11,2%         | 1997           | 2 337 700      | 15,0%          | 2023           | 10 027 734     | 25,6%          |
| 1962           | 87 900         | 27,8%          | 1998           | 2 589 300      | 10,8%          | 2024           | 10 700 000     | 6,7%           |
| 1963           | 90 300         | 2,7%           | 1999           | 2 602 900      | 0,5%           | -              | -              | -              |
| 1964           | 112 500        | 24,6%          | 2000           | 2 791 400      | 7,2%           | -              | -              | -              |
| 1965           | 135 800        | 20,7%          | 2001           | 3 216 400      | 15,2%          | -              | -              | -              |
| 1966           | 188 600        | 38,9%          | 2002           | 3 432 100      | 6,7%           | -              | -              | -              |
| 1967           | 236 300        | 25,3%          | 2004           | 4 022 500      | 17,2%          | -              | -              | -              |
| 1968           | 221 800        | -6,1%          | 2005           | 3 553 700      | -11,7%         | -              | -              | -              |
| 1969           | 254 800        | 14,9%          | 2006           | 3 708 300      | 4,4%           | -              | -              | -              |
| 1970           | 324 500        | 27,4%          | 2007           | 4 383 300      | 18,2%          | -              | -              | -              |
| 1971           | 373 900        | 15,2%          | 2008           | 4 056 600      | -7,5%          | -              | -              | -              |

## Flota
Według stanu na lipiec 2025 flota PLL LOT składała się z 87 samolotów o średnim wieku 11,6 lat:
| Samolot          | Samolot | Samolot   | Liczba miejsc | Liczba miejsc | Liczba miejsc | Liczba miejsc | Uwagi                                                                                  |
| Model            | Aktywne | Zamówione | B             | P             | E             | Łącznie       | Uwagi                                                                                  |
| ---------------- | ------- | --------- | ------------- | ------------- | ------------- | ------------- | -------------------------------------------------------------------------------------- |
| Airbus A220-100  | –       | 20        | –             | –             | 125           | 125           | Zamówione w 2025, planowana dostawa w latach 2027–2031                                 |
| Airbus A220-300  | –       | 20        | –             | –             | 149           | 149           | Zamówione w 2025, planowana dostawa w latach 2027–2031                                 |
| Boeing 737-800   | 6       | –         | –             | –             | 186           | 186           | Elastyczna konfiguracja miejsc klas B i E                                              |
| Boeing 737-8 MAX | 18      | 13        | –             | –             | 189           | 189           | Elastyczna konfiguracja miejsc klas B i E Planowane zakończenie dostawy do połowy 2026 |
| Boeing 787-8     | 8       | –         | 18            | 21            | 213           | 252           |                                                                                        |
| Boeing 787-8     | –       | 2         | 24            | –             | 240           | 264           | Dzierżawa od Thai Airways od 2026 na 12 lat                                            |
| Boeing 787-9     | 7       | –         | 24            | 21            | 249           | 294           |                                                                                        |
| Boeing 777-200   | 1       | –         | 30            | 24            | 239           | 294           | Dzierżawa od EuroAtlantic Airways                                                      |
| Embraer E170     | 5       | –         | –             | –             | 76            | 76            | Elastyczna konfiguracja miejsc klas B i E                                              |
| Embraer E175     | 13      | –         | –             | –             | 82            | 82            | Elastyczna konfiguracja miejsc klas B i E                                              |
| Embraer E175     | 2       | –         | –             | –             | 82            | 82            | Wyczarterowane przez MON                                                               |
| Embraer E190     | 8       | –         | –             | –             | 106           | 106           | Elastyczna konfiguracja miejsc klas B i E                                              |
| Embraer E195     | 16      | –         | –             | –             | 118           | 118           | Elastyczna konfiguracja miejsc klas B i E                                              |
| Embraer E195     | 16      | –         | –             | –             | 112           | 112           | Elastyczna konfiguracja miejsc klas B i E                                              |
| Embraer E195-E2  | 3       | –         | –             | –             | 136           | 136           | Elastyczna konfiguracja miejsc klas B i E                                              |
| Łącznie          | 87      | 55        |               |               |               |               |                                                                                        |

PLL LOT były pierwszą linią lotniczą w Europie, w której pojawił się we flocie Boeing 787-8 Dreamliner. Trzeci dostarczony Boeing 787-9 LOT-u (SP-LSC) i czwarty Boeing 737 MAX 8 (SP-LVD) to samoloty w specjalnym malowaniu z okazji 100-lecia odzyskania przez Polskę niepodległości.

## Samoloty użytkowane w przeszłości
Historyczna flota LOT użytkowana w XXI wieku:
| Samolot              | Samolot  | Lata użytkowania | Uwagi                                                  |
| Model                | Wycofane | Lata użytkowania | Uwagi                                                  |
| -------------------- | -------- | ---------------- | ------------------------------------------------------ |
| ATR 72               | 8        | 1991–2001        | W styczniu 2001 przekazane do Eurolot                  |
| Airbus A330-900      | 2        | 2023–2024        | W leasingu od Air Belgium                              |
| Boeing 737-300       | 4        | 1996–2005        | W 2005 dwa przekazane do Centralwings                  |
| Boeing 737-400       | 10       | 1993–2020        |                                                        |
| Boeing 737-500       | 12       | 1992–2013        |                                                        |
| Boeing 737-700       | 1        | 2019–2020        |                                                        |
| Boeing 737-800       | 1        | 2019–2020        |                                                        |
| Boeing 767-200       | 3        | 1989–2014        | Pierwszy od 1962 zakup samolotów spoza ZSRR            |
| Boeing 767-300       | 6        | 2000–2013        |                                                        |
| Bombardier CRJ-900   | 4        | 2020             |                                                        |
| Bombardier DHC-8Q400 | 12       | 2015–2023        | 10 przejętych od Eurolot po likwidacji w kwietniu 2015 |
| Embraer 145          | 14       | 1999–2011        |                                                        |
| Embraer 170          | 5        | 2004–2023        |                                                        |
| Embraer 175          | 2        | 2006–2011        |                                                        |

Inne samoloty użytkowane przez LOT w przeszłości:
| Samolot                       | Samolot               | Lata użytkowania                                 | Uwagi |
| Model                         | Liczba                | Lata użytkowania                                 | Uwagi |
| ----------------------------- | --------------------- | ------------------------------------------------ | --- |
| Junkers F 13                  | 15                    | 1929–1936                                        | Przejęte od Aerolloyd |
| Fokker F.VIIa/1m              | 11                    | 1929–1938                                        | Przejęte od Aerolloyd |
| RWD-5                         | 1                     | 1933–1936                                        | |
| PWS-24                        | 5                     | 1933–1938                                        | |
| PWS-24 bis                    | 5(6)                  | 1935–1939                                        | |
| Douglas DC-2                  | 3                     | 1935–1939                                        | |
| Lockheed L-10-A Electra       | 10                    | 1936–1939                                        | |
| Junkers Ju 52/3m              | 1                     | 1936–1939                                        | |
| Lockheed L-14-H Super Electra | 10                    | 1938–1940                                        | |
| Douglas DC-3                  | 14                    | 1945–1959                                        | |
| Lisunow Li-2                  | 39                    | 1945–1967 (według innych źródeł wycofane w 1969) | Pierwsze samoloty produkcji radzieckiej użytkowane przez LOT. Ostatni lot rejsowy Li-2 miał miejsce w dniu 23 czerwca 1967 roku na trasie Poznań – Ławica do Warszawa – Okęcie, pod dowództwem kapitana Jana Kujawskiego. Li-2 we Wieruszowie W 1968 jeden z samolotów został przewieziony do Wieruszowa z okazji 600-lecia tego miasta, znajduje się tam do dzisiaj. |
| SNCASE SE.161                 | 5                     | 1947–1950                                        | |
| Iljuszyn Ił-12B,              | 5                     | 1949–1957                                        | |
| Piper Cub                     | 14                    | 1952–1953                                        | samoloty przebudowane w warsztatach LOT-u na wersję agrolotniczą do opryskiwania lasów i zwalczania stonki ziemniaczanej |
| Iljuszyn Ił-14                | 13                    | 1955–1961                                        | |
| Convair CV-240                | 5                     | 1957–1966                                        | |
| PZL MD-12P                    | 1                     | 1961                                             | wynajęty od PZL-Mielec, testy eksploatacyjne prototypu wersji pasażerskiej |
| Iljuszyn Ił-18                | 9                     | 1961–1990                                        | Kilka zostało przerobionych na wersje transportowe i latały dla Polskich Linii Lotniczych LOT CARGO (np. SP-LSA). |
| Vickers Viscount              | 3                     | 1962–1969                                        | Ostatnie, zakupione przed 1989, samoloty wyprodukowane poza ZSRR. 2 samoloty uległy katastrofom |
| Antonow An-24                 | 14                    | 1966–1991                                        | 3 samoloty uległy katastrofom |
| Tupolew Tu-134                | 5 Tu-134 8 Tu-134A    | 1968–1994                                        | Po katastrofie 23.01.1980 roku na Okęciu Tu-134 SP-LGB [samolot wypadł z pasa 11 i został całkowicie rozbity na wale ziemnym] wszystkie Tu-134 (krótkie, bez odwracaczy ciągu) zostały wymienione na Tu-134A2 (dłuższy, wyposażony w APU i rewersery silników) |
| Iljuszyn Ił-62                | 6 Ił-62 10(11) Ił-62M | 1973–1992                                        | 2 samoloty uległy katastrofom. W latach 80. XX wieku latały dwa wyczarterowane (jeden od Tarom, drugi od Aerofłotu). |
| Jak-40                        | 1                     | 1982–1989                                        | Wyleasingowany od Instytutu Lotnictwa |
| Tupolew Tu-154M               | 14                    | 1985–1996                                        | Ostatnie samoloty kupione przez LOT w ZSRR. W 1994 jeden samolot odkupiło Wojsko Polskie. Dawny SP-LCO latał w 36 pułku jako numer 102 |
| DC-8-62H (F)                  | 1                     | 1987–1988                                        | W leasingu od Arrow Air w okresie od sierpnia 1987 do września 1988, pierwszy w użyciu po 1969, samolot wyprodukowany poza ZSRR |
| Boeing 767-200ER              | 1                     | 1994                                             | W leasingu od Air New Zealand w okresie od maja do listopada 1994 |
| Boeing 767-300ER              | 1                     | 1996–1997                                        | W leasingu od Gulf Air w okresie od czerwca 1996 do listopada 1997 |
| McDonnell Douglas DC-10-30    | 3                     | 1994–1996                                        | W leasingu od Malaysia Airlines (2) i Finnair (1) w okresie od lutego 1994 do grudnia 1995 |
| Lockheed L 1011               | 1                     | 1995–1998                                        | wyleasingowany od British Airways |

## Wypadki i awaryjne lądowania
- Katastrofa lotnicza pod Tuszynem – 15 listopada 1951 samolot Lisunow Li-2 o znakach SP-LKA wystartował z Łodzi w kierunku Krakowa. Niedaleko od miejsca startu, przy niskim pułapie chmur i słabej widoczności w pobliżu miejscowości Tuszyn w powiecie łódzkim (w rejonie wsi Górki Duże), samolot zaczepił o linię wysokiego napięcia i spadł na ziemię, a następnie stanął w płomieniach. W wypadku zginęli wszyscy będący na pokładzie – 16 osób w tym czterech członków załogi.
- Katastrofa lotnicza w Warszawie 19 grudnia 1962. Samolot Vickers Viscount SP-LVB podczas podejścia do lądowania przy złych warunkach pogodowych. Na pokładzie znajdowały się 33 osoby (28 pasażerów i 5 członków załogi), wszyscy zginęli. Przyczyna katastrofy jest nieznana.
- Katastrofa lotnicza we Francji w 1965 r. 20 sierpnia 1965, rozbił się samolot Vickers Viscount SP-LVA w Jeuk St. Troud we Francji. Na pokładzie znajdowała się tylko 4-osobowa załoga. W katastrofie wszyscy zginęli. Przyczyna katastrofy jest nieznana.
- Katastrofa lotnicza na Policy – 2 kwietnia 1969 na północnym stoku Policy w Paśmie Babiogórskim, na terenie Zawoi, rozbił się samolot Polskich Linii Lotniczych LOT An-24 (nr rejestracyjny SP-LTF), nr lotu 165. Na pokładzie znajdowały się 53 osoby (47 pasażerów i 6 członków załogi), wszyscy zginęli.
- Katastrofa polskiego An-12 w Bejrucie – 13 maja 1977. Antonow An-12 użytkowany przez Polskie Linie Lotnicze LOT, lecący z Warny do Bejrutu, rozbił się podczas podejścia do lądowania. Zginęła cała 9-osobowa załoga.
- Wypadnięcie samolotu z pasa na Okęciu[105] – 23 stycznia 1980, roku Tupolew Tu-134 SP-LGB wracający z Berlina Schonefeld podczas lądowania rozbił się na wale ziemi na przedłużeniu pasa 11. Nikt nie zginął, samolot całkowicie rozbity. Przyczyną był błąd załogi, która nie użyła spadochronu hamującego (ten wariant jeszcze nie posiadał rewersu silników, zamiast tego był wyposażony w spadochron).
- Katastrofa lotnicza na Okęciu – 14 marca 1980 o godzinie 11:15 w pobliżu warszawskiego lotniska Okęcie rozbił się samolot Polskich Linii Lotniczych LOT Ił-62 „Mikołaj Kopernik” (nr rejestracyjny SP-LAA), lecący z Nowego Jorku lot PLL LOT 007. Zginęło 77 pasażerów i 10 członków załogi. Wśród pasażerów znajdowała się polska piosenkarka Anna Jantar.
- Katastrofa lotnicza pod Słupskiem – 26 marca 1981. Samolot pasażerski Polskich Linii Lotniczych LOT An-24 lot nr 691 lecący rejsowo z Warszawy do Słupska, rozbił się i spłonął 4 km od pasa startowego lotniska Słupsk-Redzikowo. Zginęła 1 osoba, reszta (51 osób) zdążyła się ewakuować z wraku przed wybuchem.
- Katastrofa lotnicza w Lesie Kabackim – 9 maja 1987 o godzinie 11:12, samolot IŁ-62M „Tadeusz Kościuszko” (SP-LBG) należący do Polskich Linii Lotniczych „LOT” lecący na trasie Warszawa – Nowy Jork, rozbił się w trakcie podchodzenia do awaryjnego lądowania na skrajach Lasu Kabackiego w Warszawie. Zginęły wszystkie 183 osoby znajdujące się na pokładzie.
- Katastrofa lotnicza pod Rzeszowem – 2 listopada 1988, samolot pasażerski An-24W (nr rejestracyjny SP LTD) „Dunajec” lecący z Warszawy do Rzeszowa podczas podchodzenia do lądowania uległ awarii obu silników. Samolot awaryjnie lądował bez podwozia na łące w okolicach Białobrzegów. Zginęła 1 osoba, reszta (28 osób) zdążyła opuścić samolot przed eksplozją.

- Awaryjne lądowanie lotu PLL LOT 015 – 11 marca 1990, samolot IŁ-62M odbywał rejs nr 015 z Warszawy do Toronto. Kiedy samolot znajdował się nad Atlantykiem zapaliła się żółta lampka, która sygnalizowała podwyższony stan wibracji w silniku nr 2. Silnik został od razu wyłączony, a rozgrzane łopatki zostały ugaszone. Samolot wylądował bezpiecznie, a na następny dzień wrócił do Warszawy o trzech silnikach bez pasażerów.
- Awaryjne lądowanie lotu PLL LOT 016 na Okęciu – 1 listopada 2011 około godziny 14:45. Samolot pasażerski Boeing 767-300ER SP-LPC odbywał lot z Newark koło Nowego Jorku (Lotnisko Newark, New Jersey) do Warszawy. Pierwsze usterki systemu hydraulicznego samolotu pojawiły się 30 minut po starcie. Próby awaryjnego wysunięcia podwozia nie dały pozytywnych rezultatów i maszyna lądowała bez wypuszczonego podwozia. Nikt z pasażerów samolotu ani załogi nie został ranny.
- Awaryjne lądowanie lotu PLL LOT 3924 na Okęciu – 10 stycznia 2019 około godziny 19:20 samolot Bombardier Dash 8 Q400 lecący z Krakowa do Warszawy awaryjnie lądował z powodu nie wysuniętego przedniego podwozia. Nikt z osób z samolotu nie ucierpiał.
- Awaryjne lądowanie lotu PLL LOT 3943 na lotnisku Poznań-Ławica – 9 września 2019 około godziny 14:15 samolot Bombardier Dash 8 Q400 lecący z Warszawy do Poznania awaryjnie lądował z powodu awarii jednego z silników. Nikt z osób znajdujących się na pokładzie nie ucierpiał.

## Władze PLL LOT
Do połowy II dekady XXI wieku Spółka borykała się z ciągłą rotacją zarządu – w ciągu 8 lat firma miała 11 prezesów. W rezultacie w latach 2012–2013 LOT miał problemy z rentownością świadczonych usług. W 2012 w związku z ciężką sytuacją finansową zwrócił się o pomoc publiczną, która łącznie miała wynieść ponad 1 mld zł.
| Lp.   | Prezes PLL LOT               | Czas urzędowania | Czas urzędowania | Źródło  |
| Lp.   | Prezes PLL LOT               | początek         | koniec           | Źródło  |
| ----- | ---------------------------- | ---------------- | ---------------- | ------- |
| 1.    | Jerzy Słowiński              | 1986             | sierpień 1990    |         |
| 2.    | Bronisław Klimaszewski       | sierpień 1990    | grudzień 1992    |         |
| 3.    | Jan Litwiński                | grudzień 1992    | marzec 2003      | [ 109 ] |
| 4.    | Marek Grabarek               | czerwiec 2003    | marzec 2006      | [ 110 ] |
| 5.    | Krzysztof Kapis              | marzec 2006      | listopad 2006    | [ 111 ] |
| -     | Tomasz Dembski               | listopad 2006    | luty 2007        | [ 112 ] |
| 6.    | Marek Mazur                  | luty 2007        | marzec 2007      | [ 113 ] |
| 7.    | Piotr Siennicki              | kwiecień 2007    | kwiecień 2008    | [ 114 ] |
| 8.    | Dariusz Nowak                | kwiecień 2008    | marzec 2009      | [ 115 ] |
| -     | Sebastian Mikosz (p.o.)      | marzec 2009      | maj 2009         |         |
| 9.    | Sebastian Mikosz             | maj 2009         | wrzesień 2010    | [ 116 ] |
| -     | Zbigniew Mazur (p.o.)        | wrzesień 2010    | październik 2010 |         |
| 10.   | Marcin Piróg                 | październik 2010 | grudzień 2012    | [ 117 ] |
| -     | Zbigniew Mazur (p.o.)        | grudzień 2012    | luty 2013        |         |
| (9.)  | Sebastian Mikosz             | luty 2013        | sierpień 2015    |         |
| -     | Marcin Celejewski (p.o.)     | sierpień 2015    | styczeń 2016     |         |
| 11.   | Rafał Milczarski             | styczeń 2016     | grudzień 2022    | [ 118 ] |
| -     | Katarzyna Lewandowska (p.o.) | grudzień 2022    | czerwiec 2023    | [ 119 ] |
| 12.   | Michał Fijoł                 | czerwiec 2023    | listopad 2024    |         |
| -     | Tomasz Ludwicki (p.o.)       | grudzień 2024    | luty 2025        | [ 120 ] |
| (12.) | Michał Fijoł                 | luty 2025        | -                | [ 121 ] |

Przewodniczący Rady Nadzorczej PLL LOT SA:
- Agnieszka Trzaskalska

Członkowie Rady Nadzorczej PLL LOT SA:
- Damian Grabowski
- Tomasz Ludwicki
- Agnieszka Trzaskalska
- Anna Wilga-Szczepanik
- Patrycja Zawadzka

## Akcjonariat
Struktura własnościowa w 2025:
- Skarb Państwa – 69,30%
- Polska Grupa Lotnicza S.A. PGL S.A. – 30,70%

## Galeria

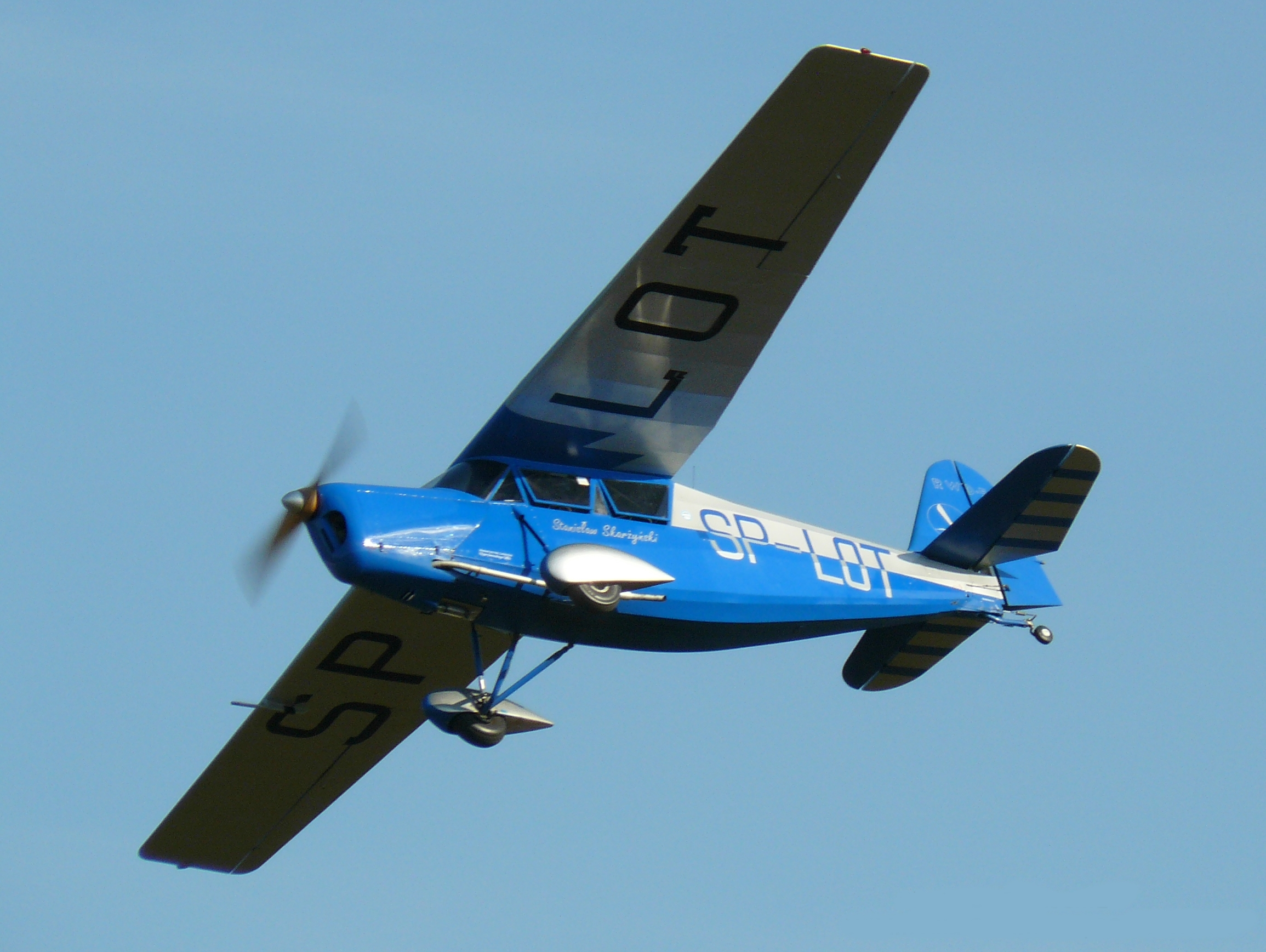
RWD-5R w barwach PLL LOT
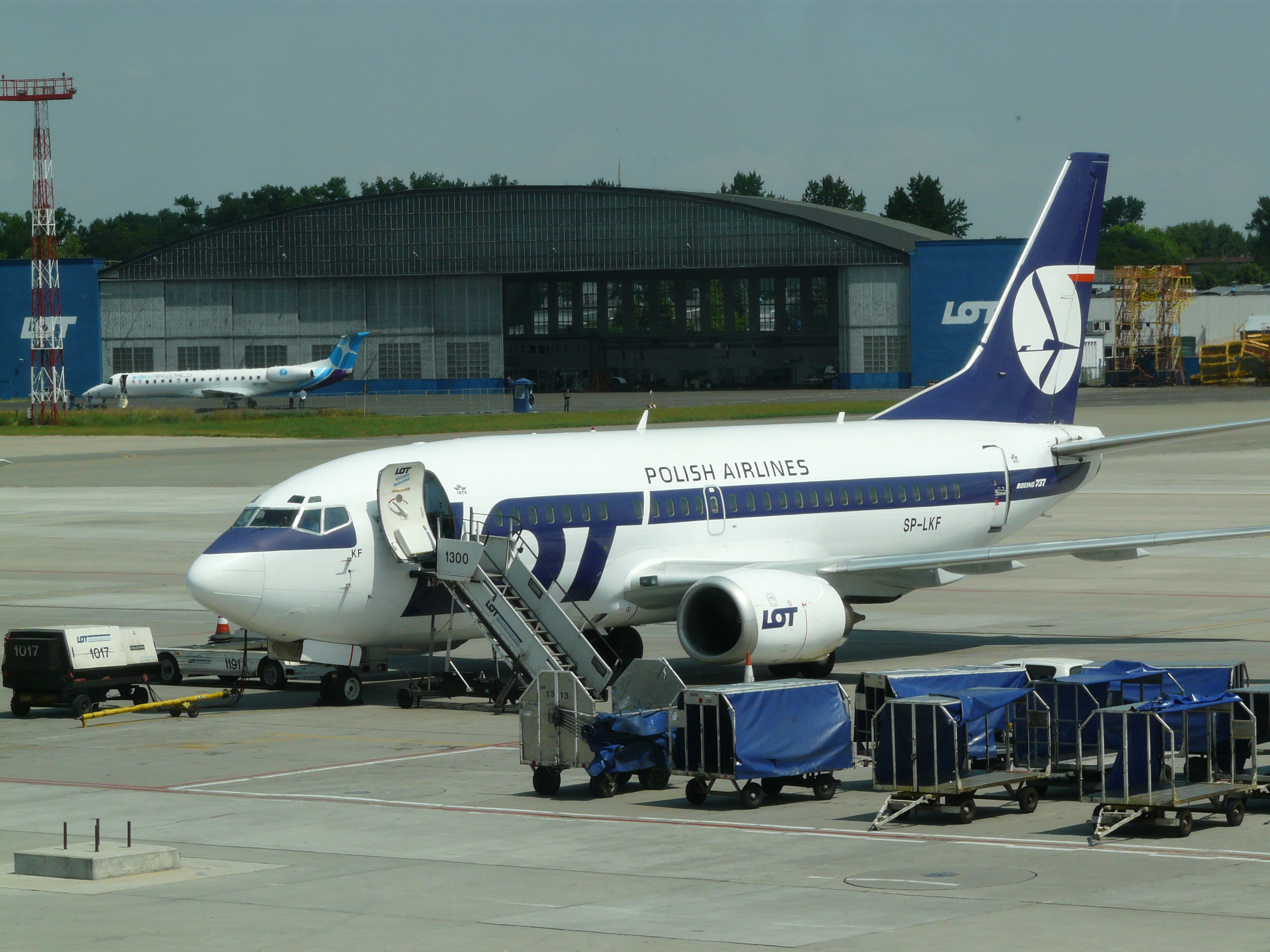
Boeing 737-500 PLL LOT na lotnisku Lotnisku Chopina
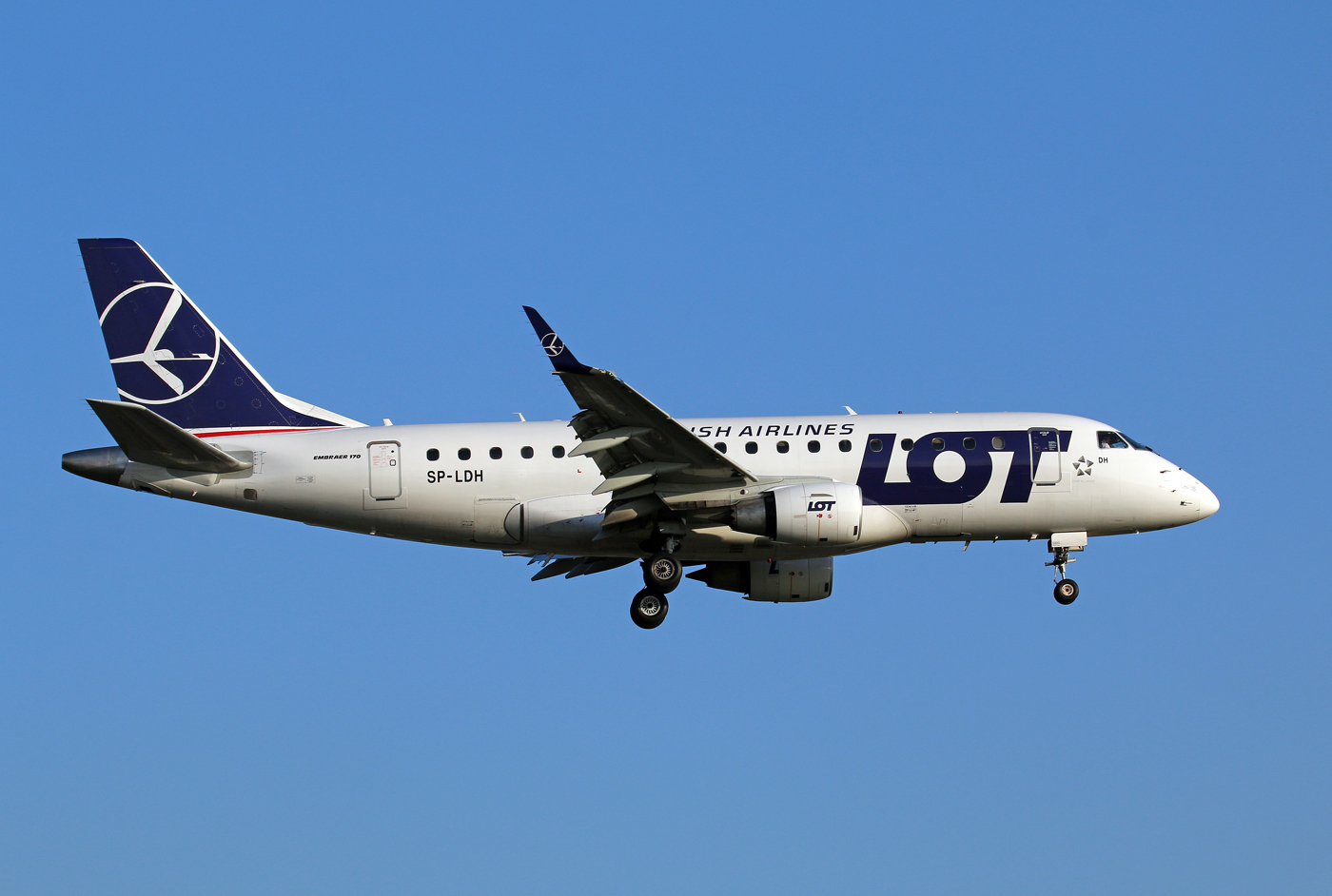
Embraer 170 w barwach LOT
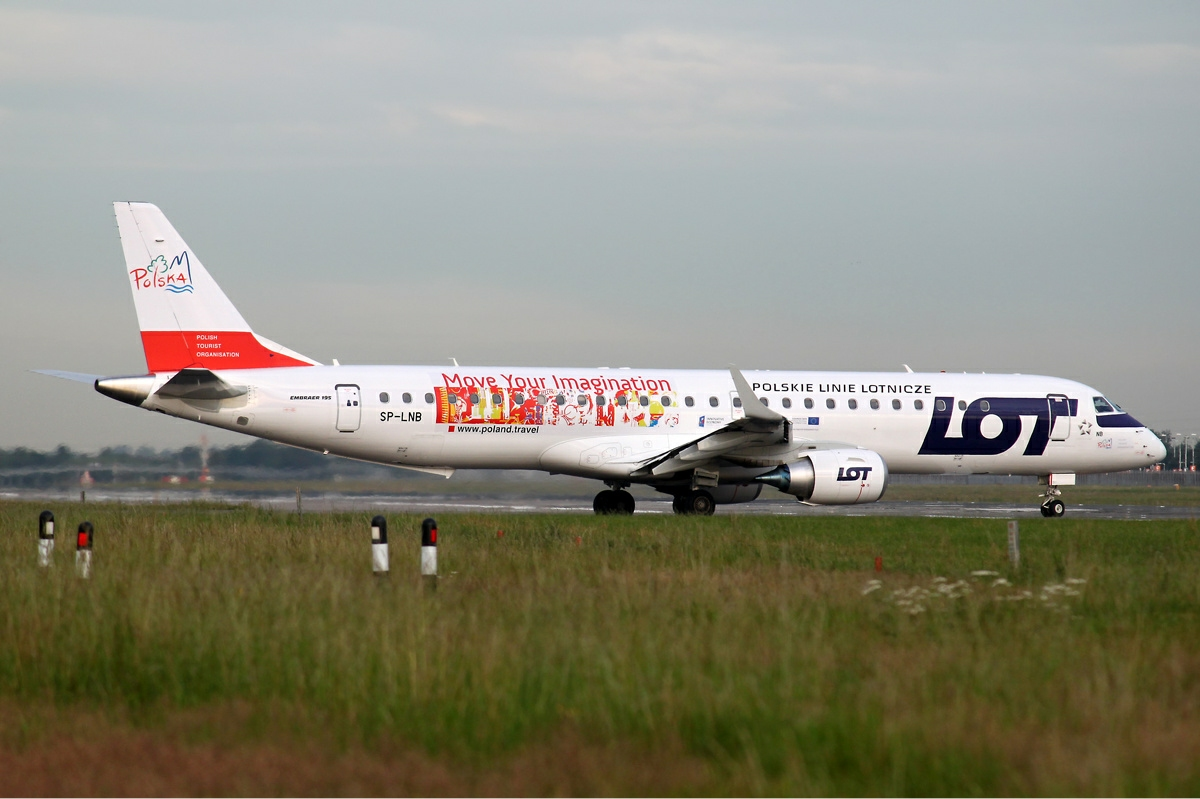
Drugi zakupiony przez LOT Embraer 195 w okolicznościowych barwach promujących Polskę
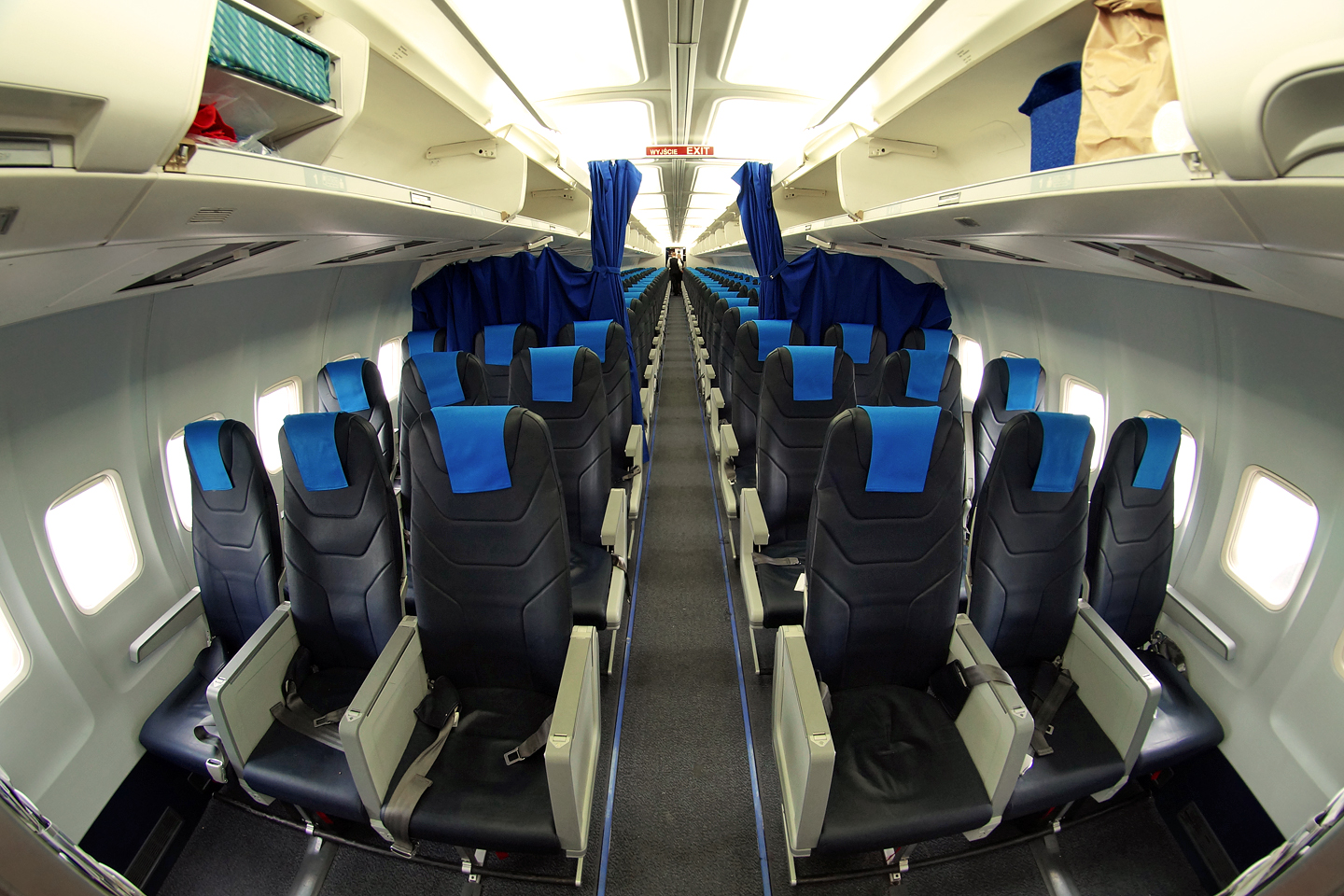
Odnowione wnętrze samolotu Boeing 737-400
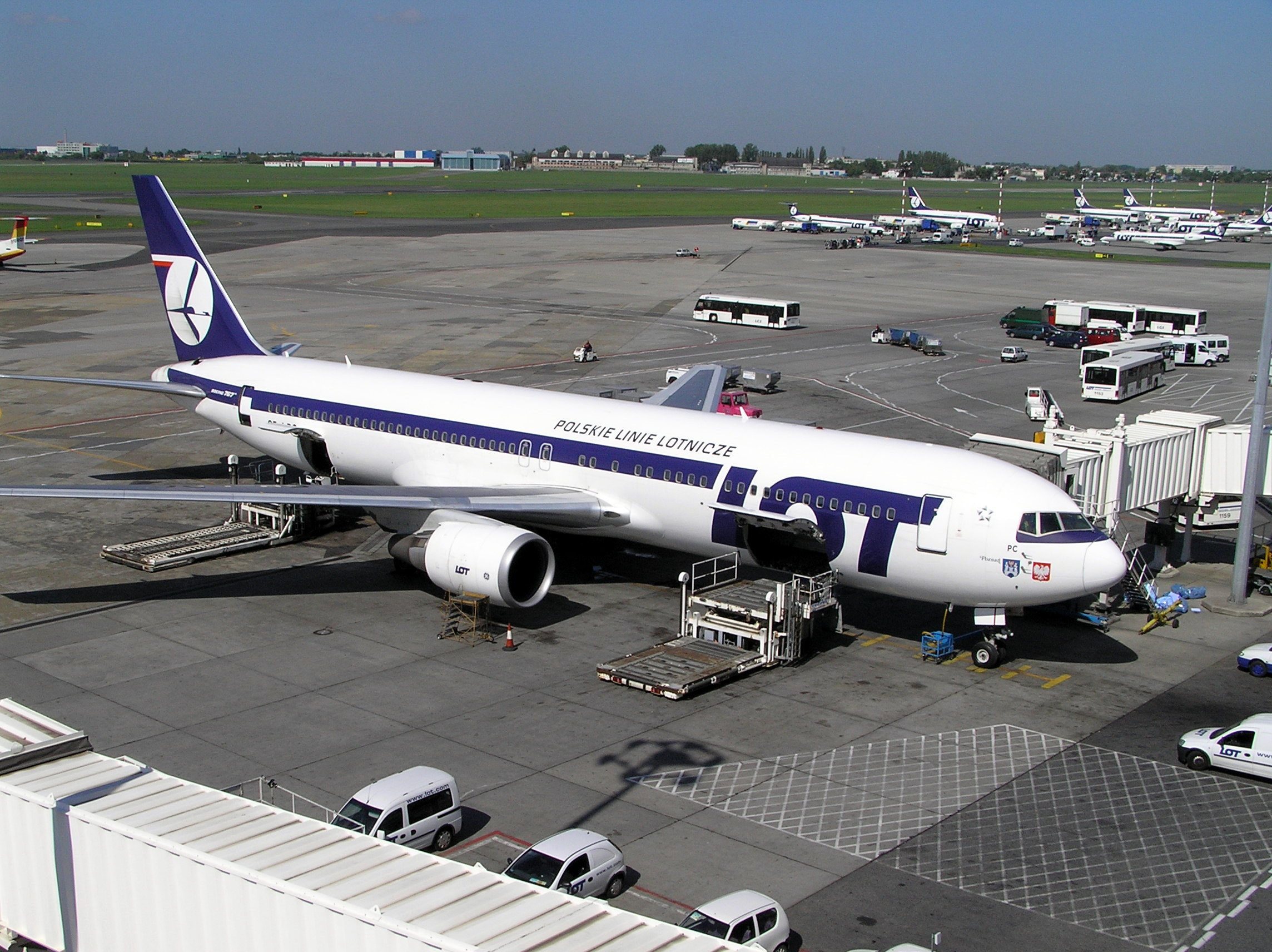
Boeing 767-300ER PLL LOT na Lotnisku Chopina
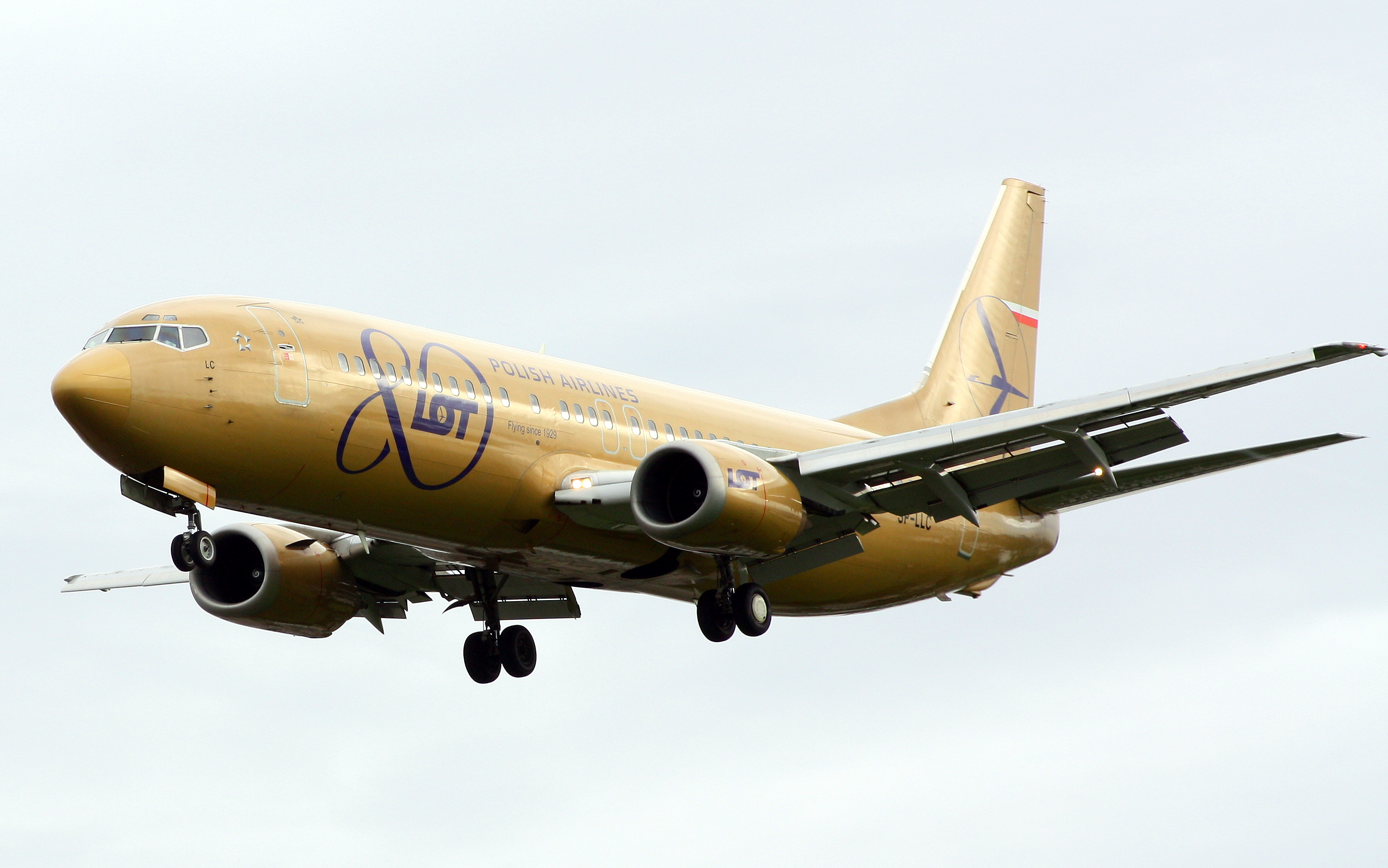
Boeing 737-400 w specjalnych złotych barwach z okazji 80-lecia PLL LOT
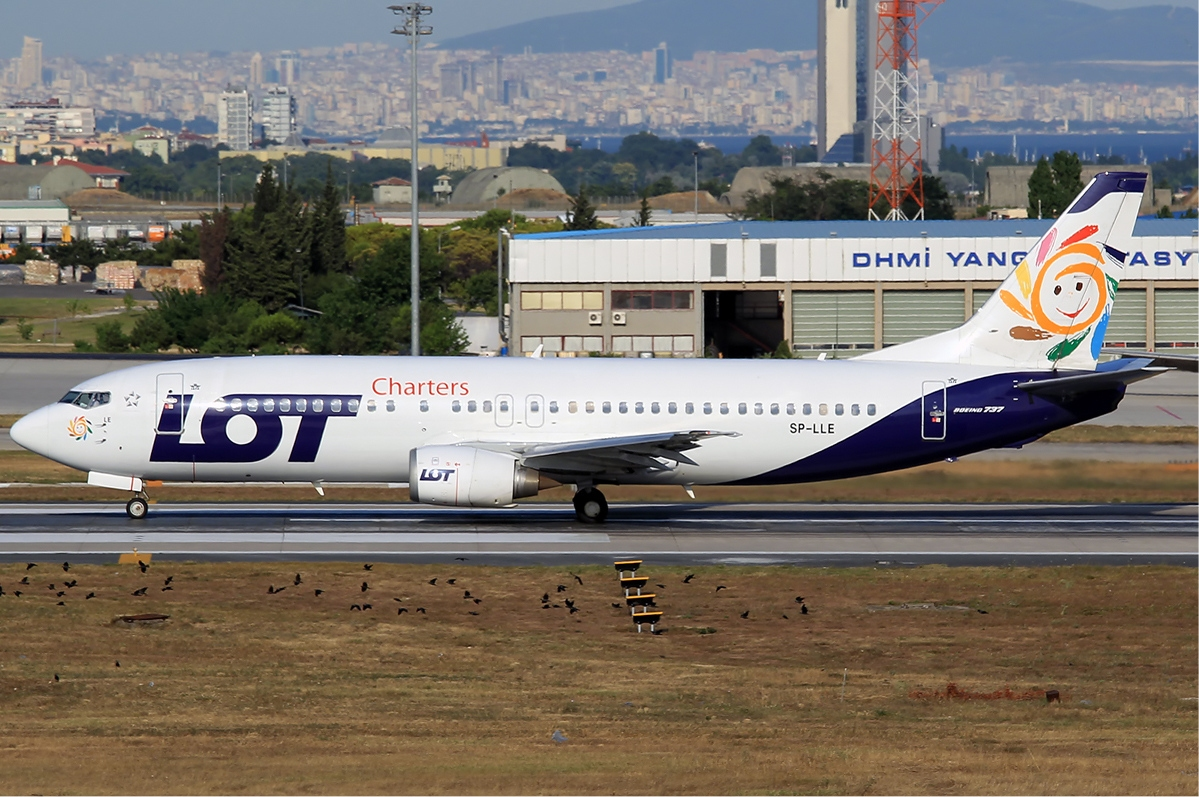
Samolot w malowaniu spółki LOT Charters Boeing 737-400
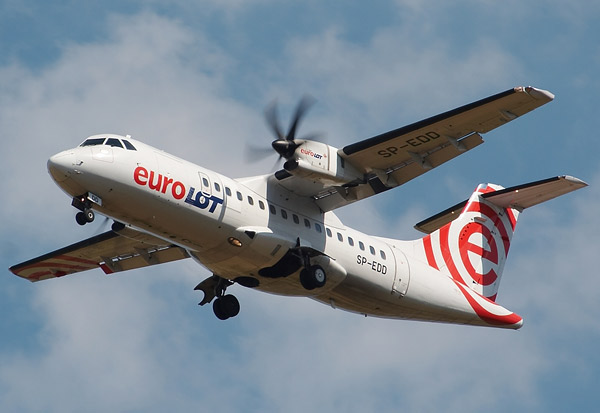
ATR 42 w barwach Eurolotu
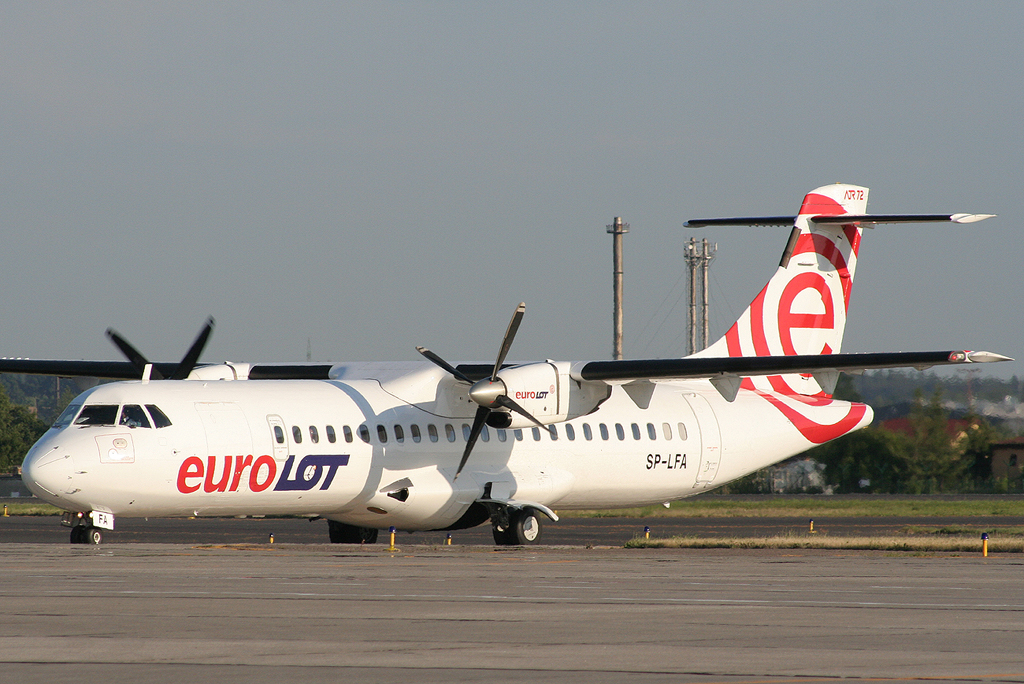
ATR 72-200 w barwach Eurolotu
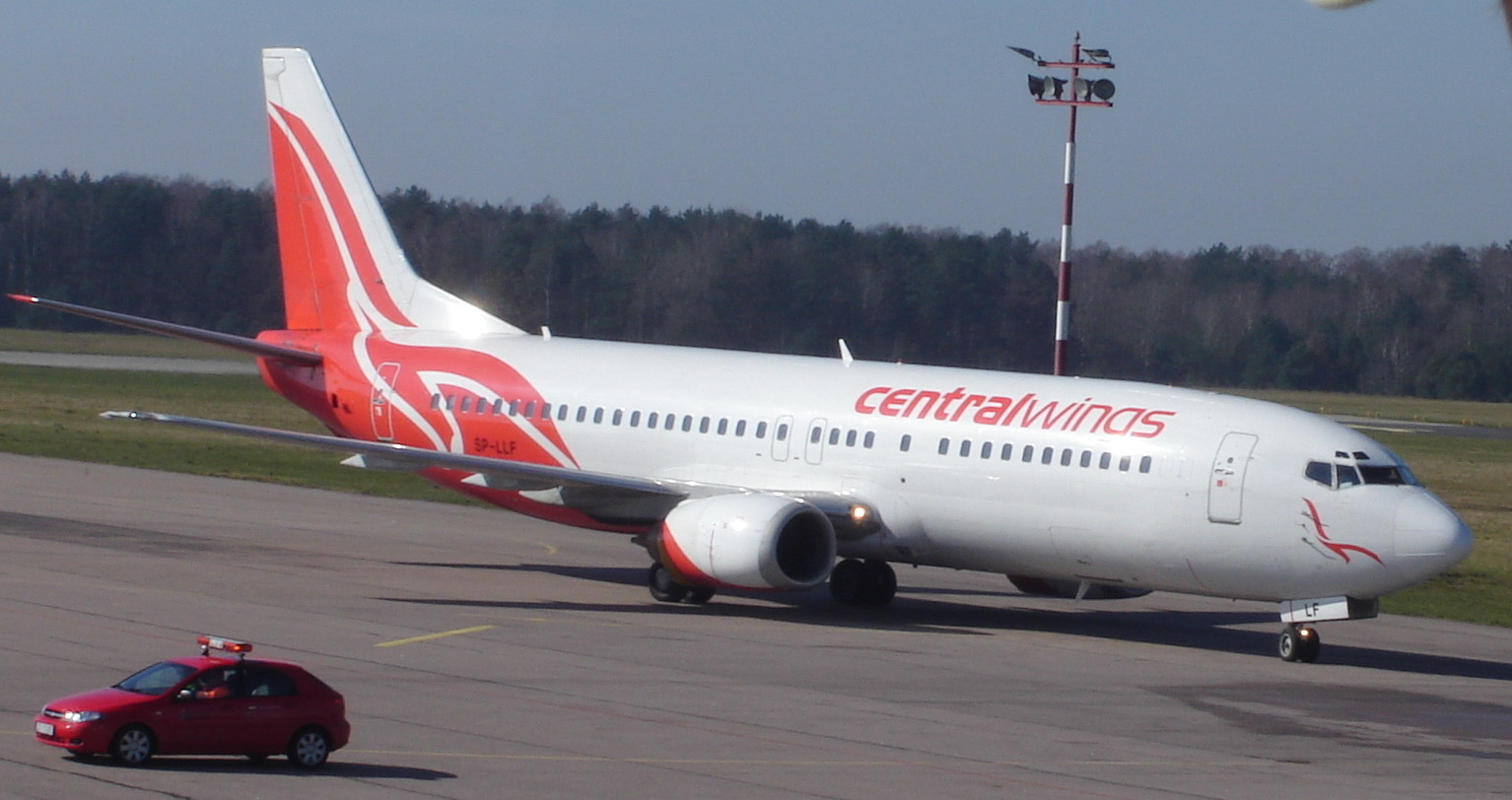
Boeing 737-400 w barwach nieistniejących już linii lotniczych Centralwings
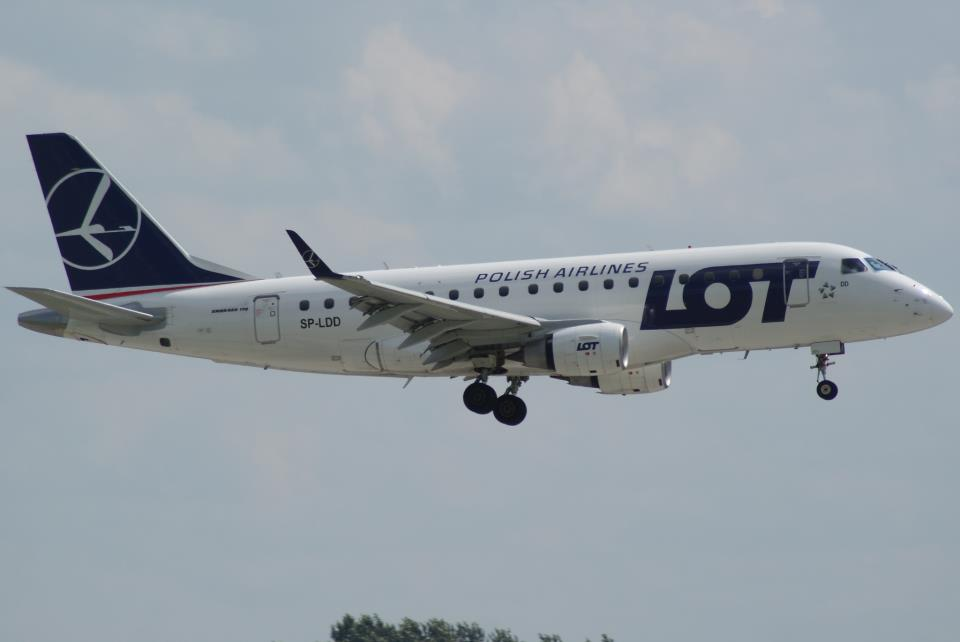
Embraer 170 LOT-u w nowym malowaniu
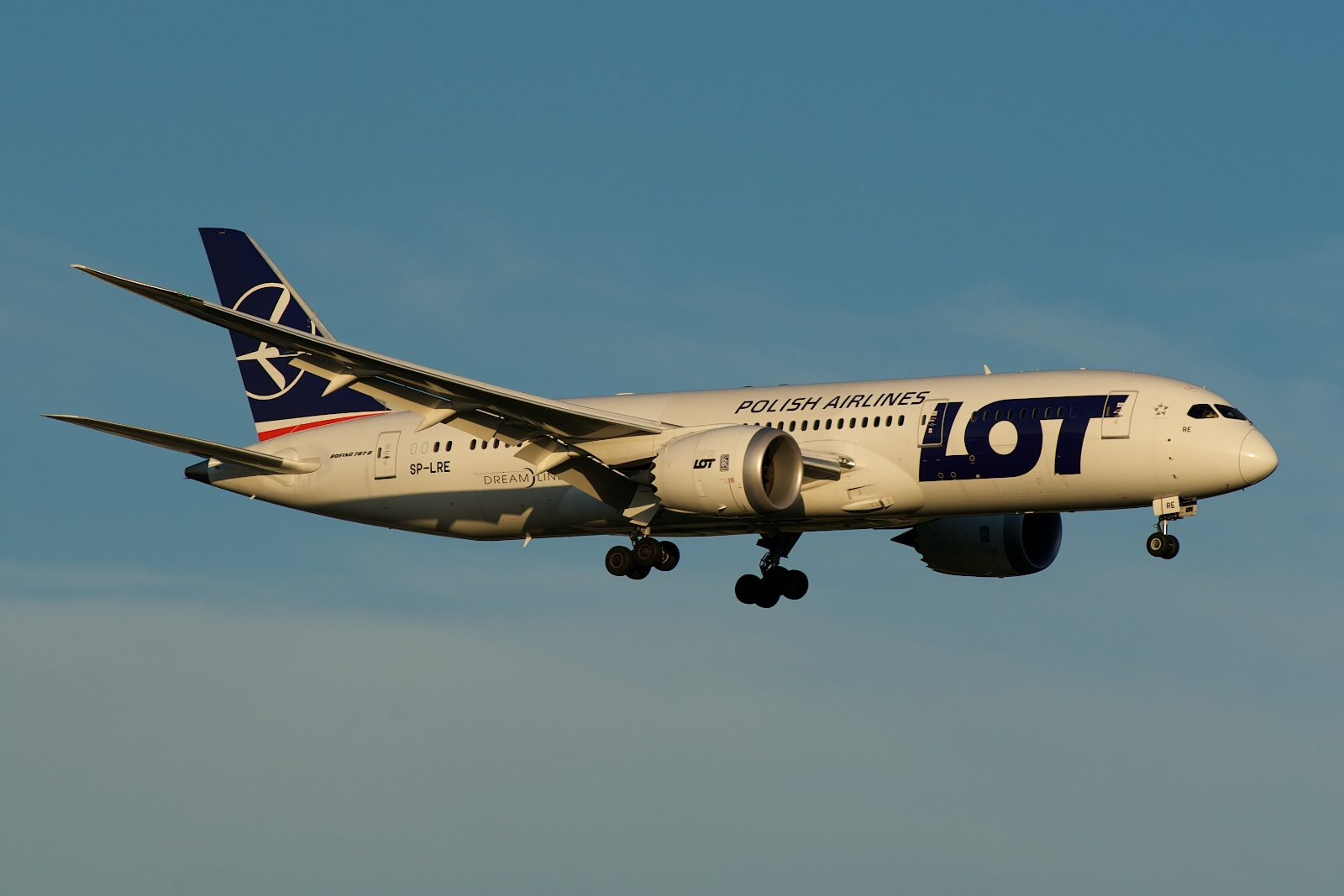
Boeing 787-8 Dreamliner
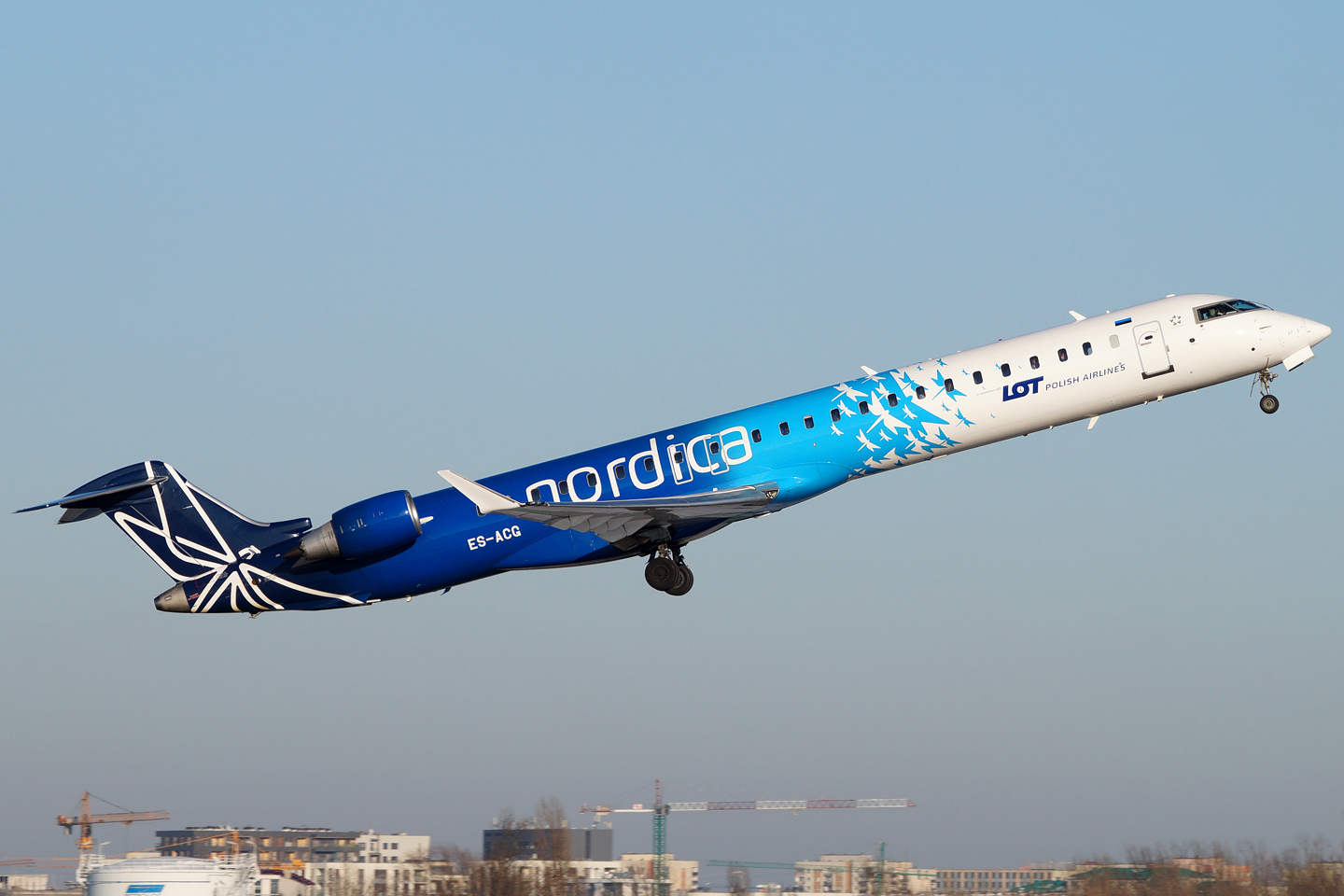
Bombardier CRJ-900 w barwach Nordica z logo LOT
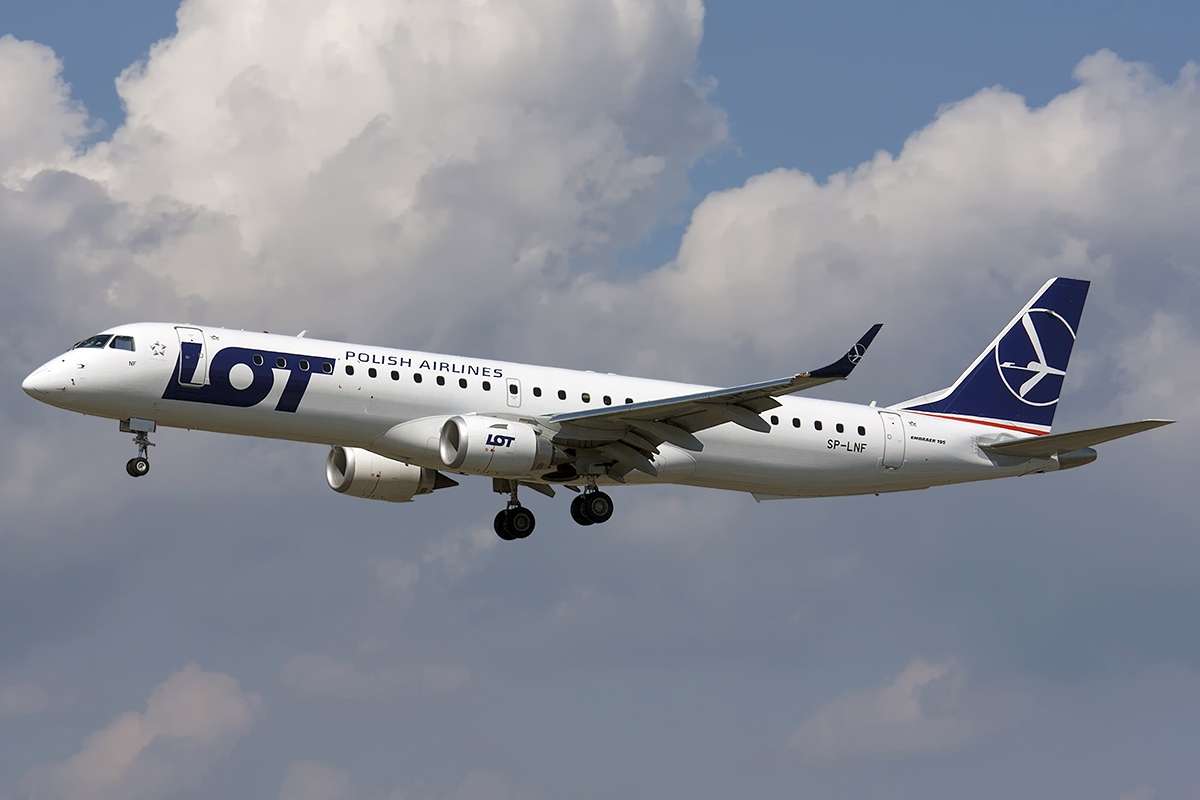
Embraer 195 PLL LOT
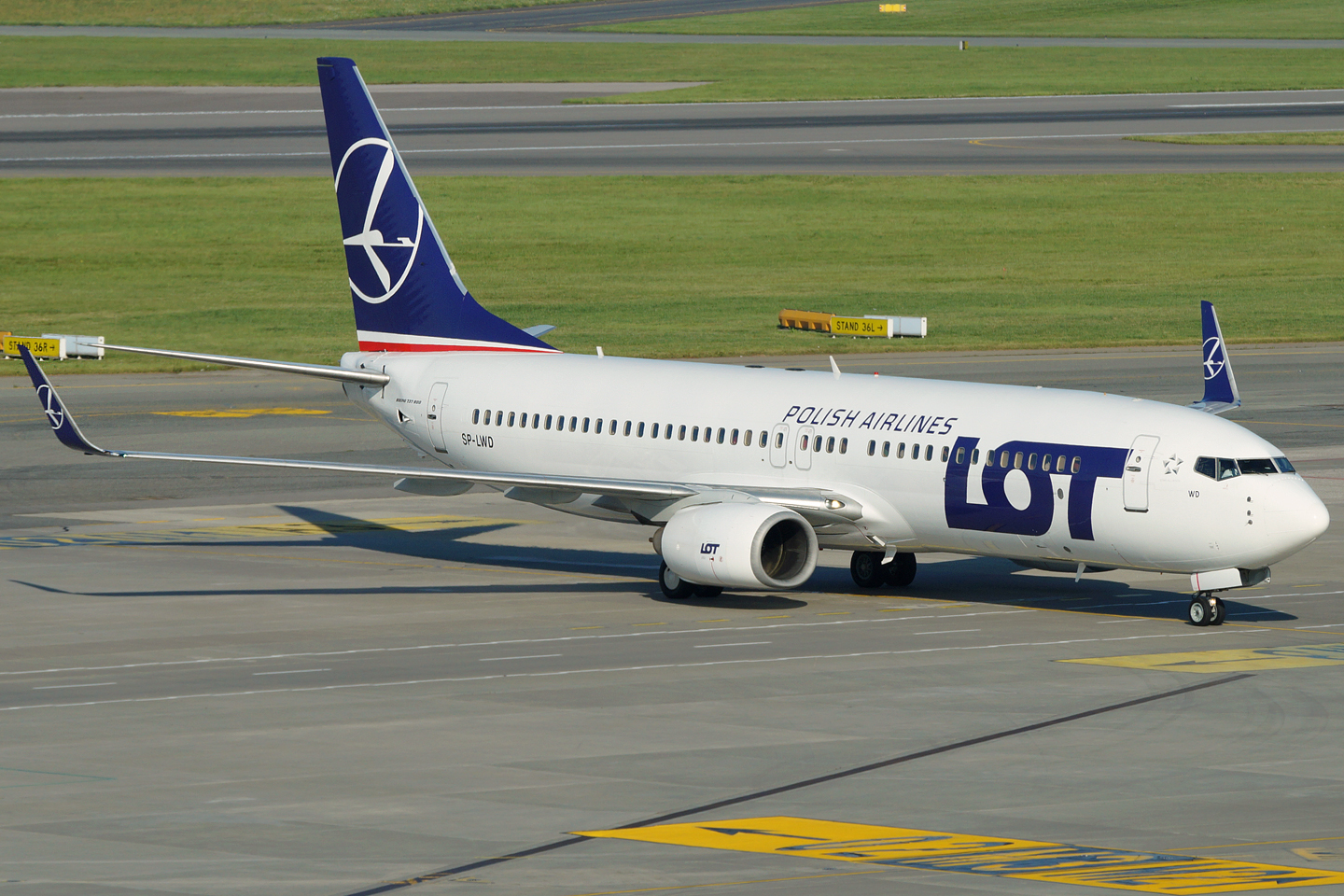
Boeing 737-800 na lotnisku w Warszawie
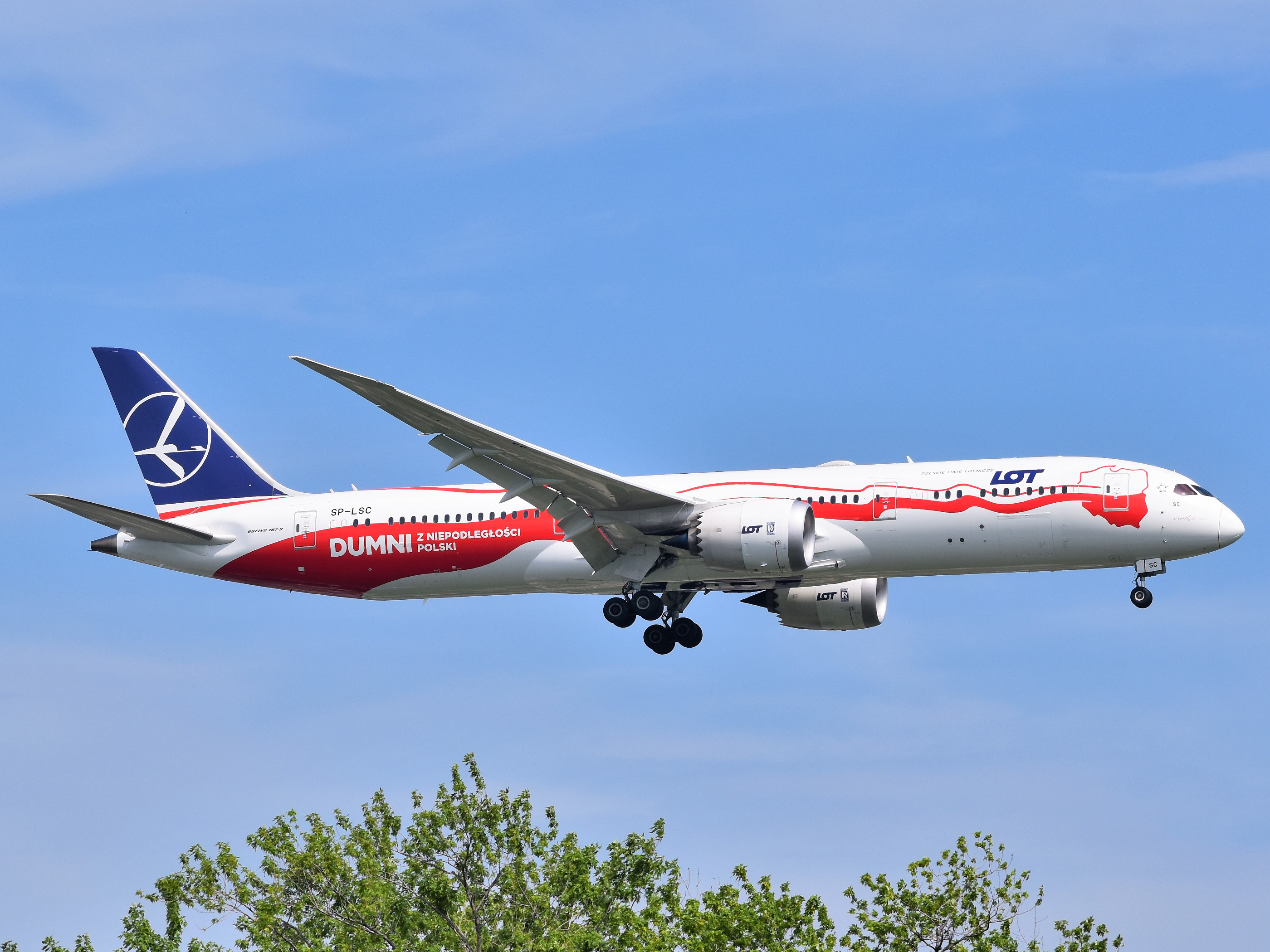
Boeing 787-9 Dreamliner PLL LOT na „Dumni z niepodległości Polski”
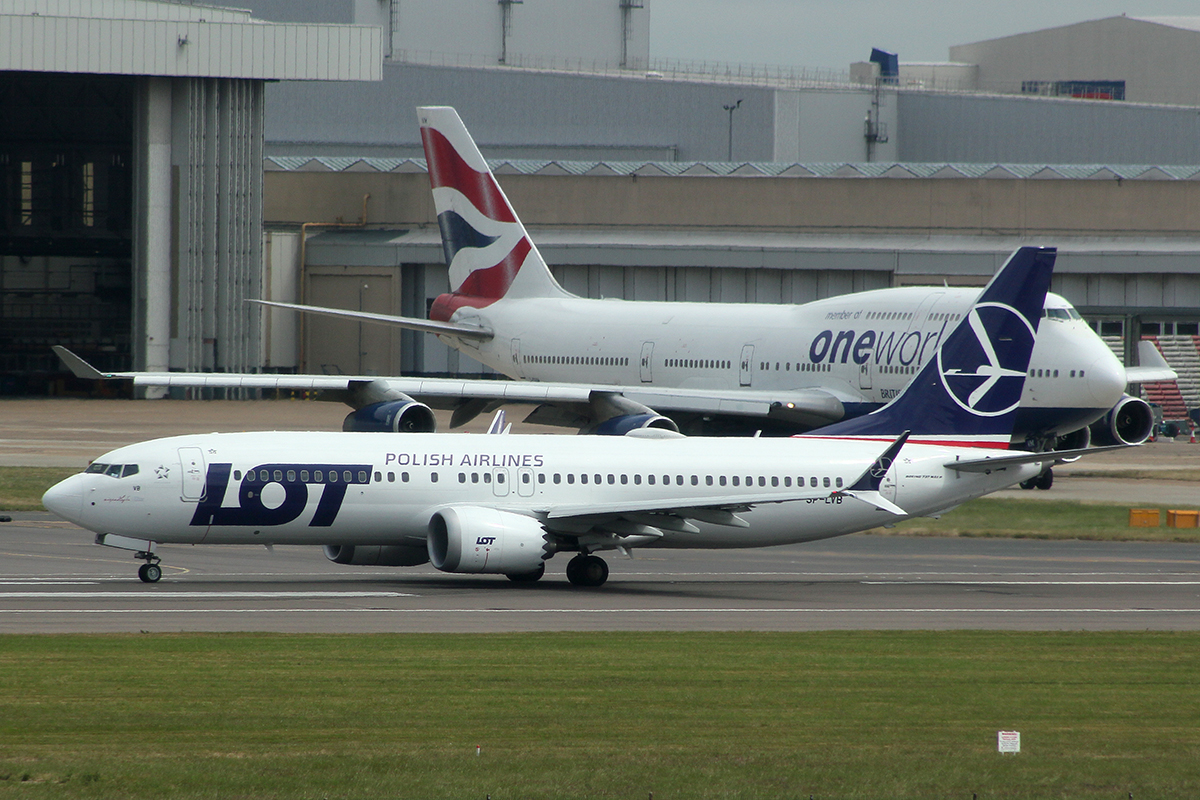
Boeing 737 MAX 8